# Autobus de Grenoble
Les autobus de Grenoble sont un réseau de 45 lignes régulières exploitées par la société publique locale M TAG en complément du tramway de Grenoble et desservant l'ensemble des communes de la Métro. Ce réseau est toutefois épaulé par 16 lignes des réseaux d'autocars Cars Région Express et Cars Région Isère dans le périmètre de transport urbain de la métropole grenobloise.

## Histoire
Note : Cet historique se concentre uniquement sur les autobus, il ne comprend pas l'évolution des lignes de trolleybus, sauf si l'histoire est commune entre les deux modes.

### Les années 1940 et 1950

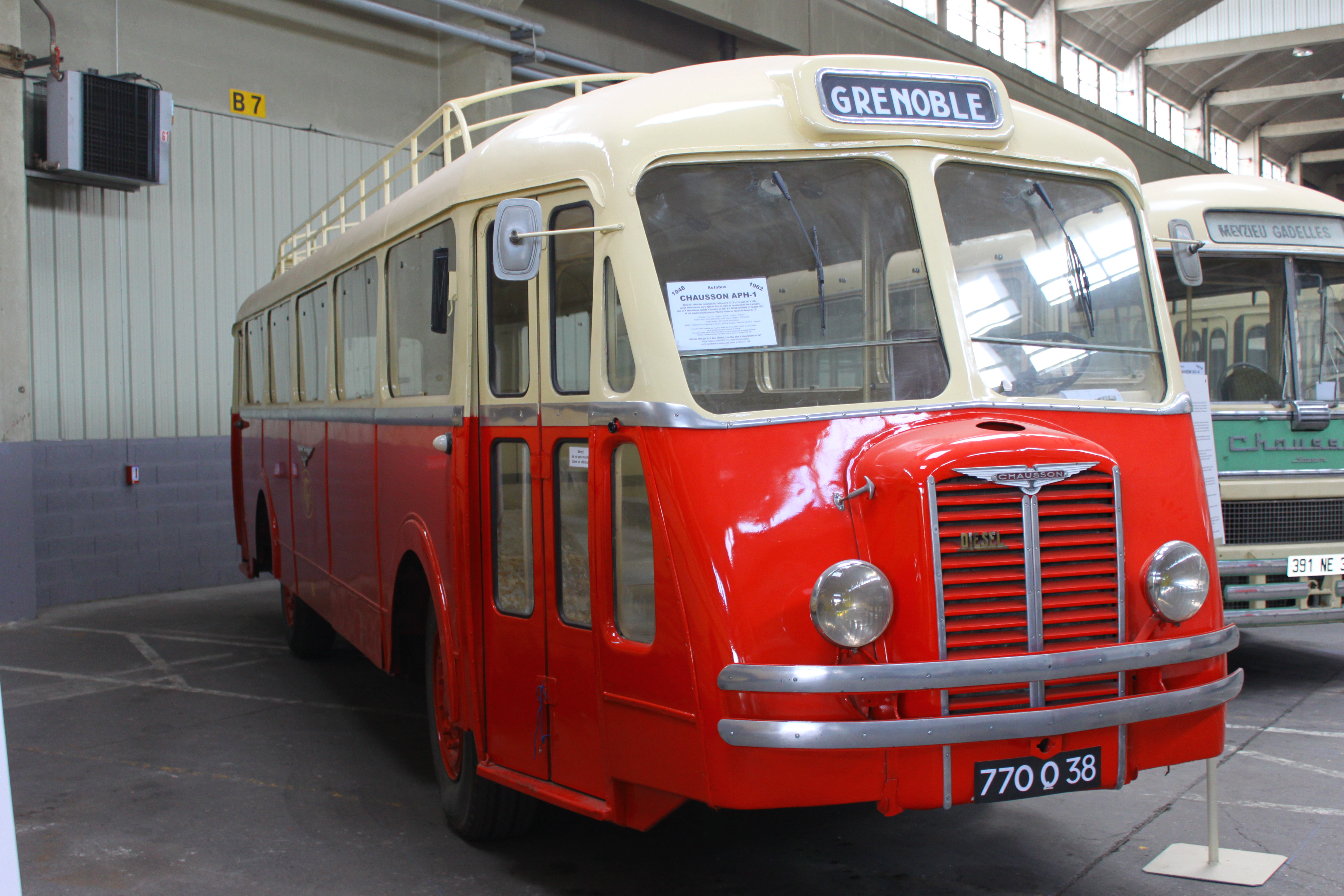
Un autocar Chausson APH-1 de la SGTE, conservé par Standard 216 Histobus Dauphinois.

La première ligne d'autobus de la SGTE est mise en service le 5 juillet 1943 entre la Place Grenette et la Cité HBM de l'Abbaye.
Les anciennes lignes de tramway de la SGTE sont fermées et remplacées par des lignes d'autobus ou de trolleybus entre 1949 et 1952. Les lignes de trolleybus sont numérotés de 1 à 4, tandis que les lignes d'autobus sont numérotés de 5 à 9 à partir du 10 août 1953. À noter que le 27 octobre 1952, les lignes 2 (Fontaine - Rue Félix-Poulat) et 3 (Gare SNCF - Hôpitaux) fusionnent pour former la ligne 2.
Le 8 août 1955, mise en place d'une branche de la ligne 7 vers Poisat et Saint-Martin-d'Hères. En décembre 1955, la ligne 10 est créée entre Félix-Poulat et la Cité Paul-Mistral.
Le 23 novembre 1958, dans le cadre de l'« opération atomique » faisant référence à la mise en service du centre d'études nucléaire de Grenoble, les deux branches de la ligne deviennent les lignes 6A (vers l'Abbaye) et 6B (vers Beauvert et la commanderie à certains services). Le 13 mars 1959, la ligne 8 est prolongée de Varces à Saint-Paul-de-Varces, cette desserte subsistera jusqu'en 1975.

### Les années 1960 et 1970

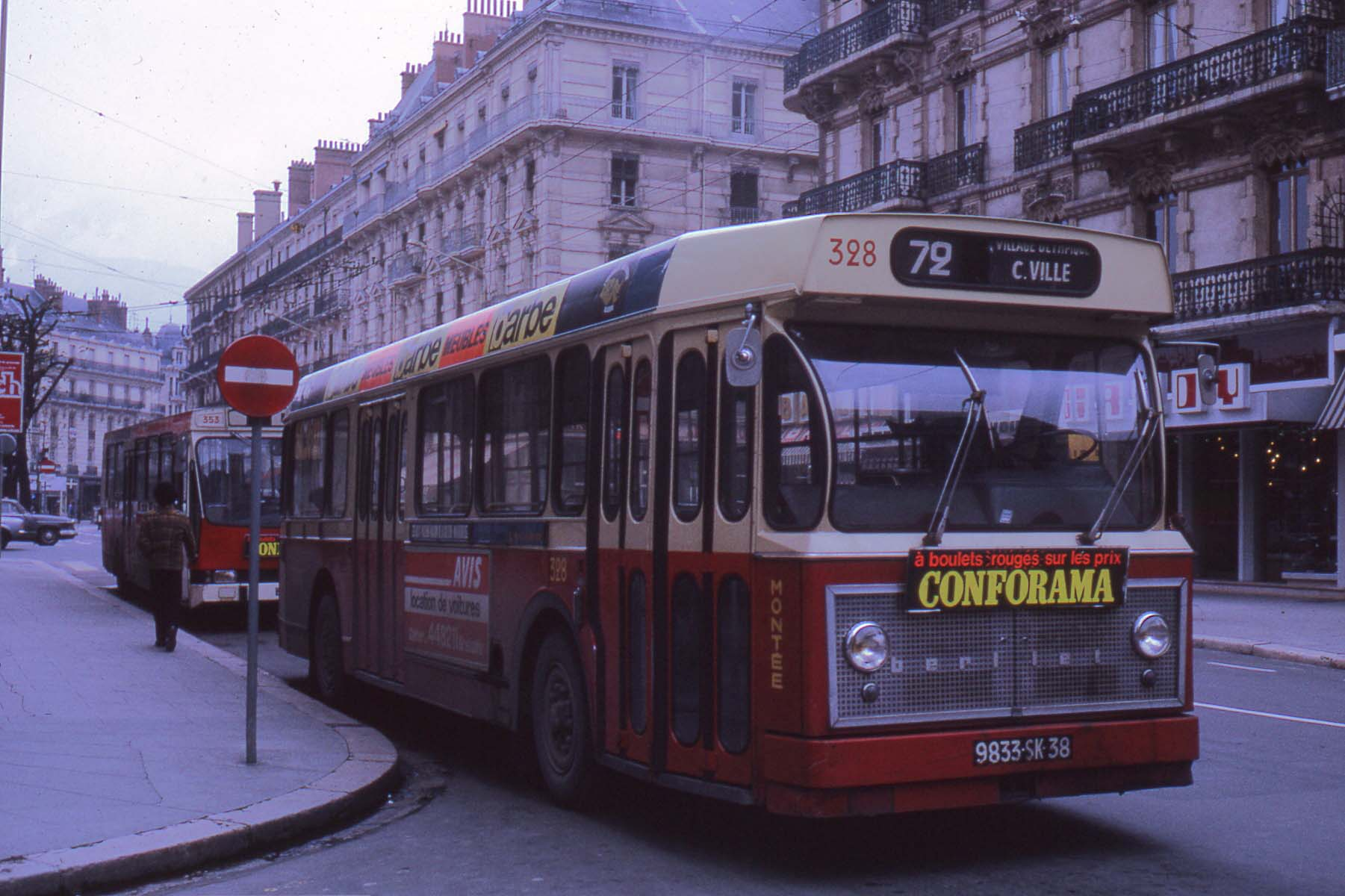
Un Berliet PCM-U sur la ligne 72 en 1975.

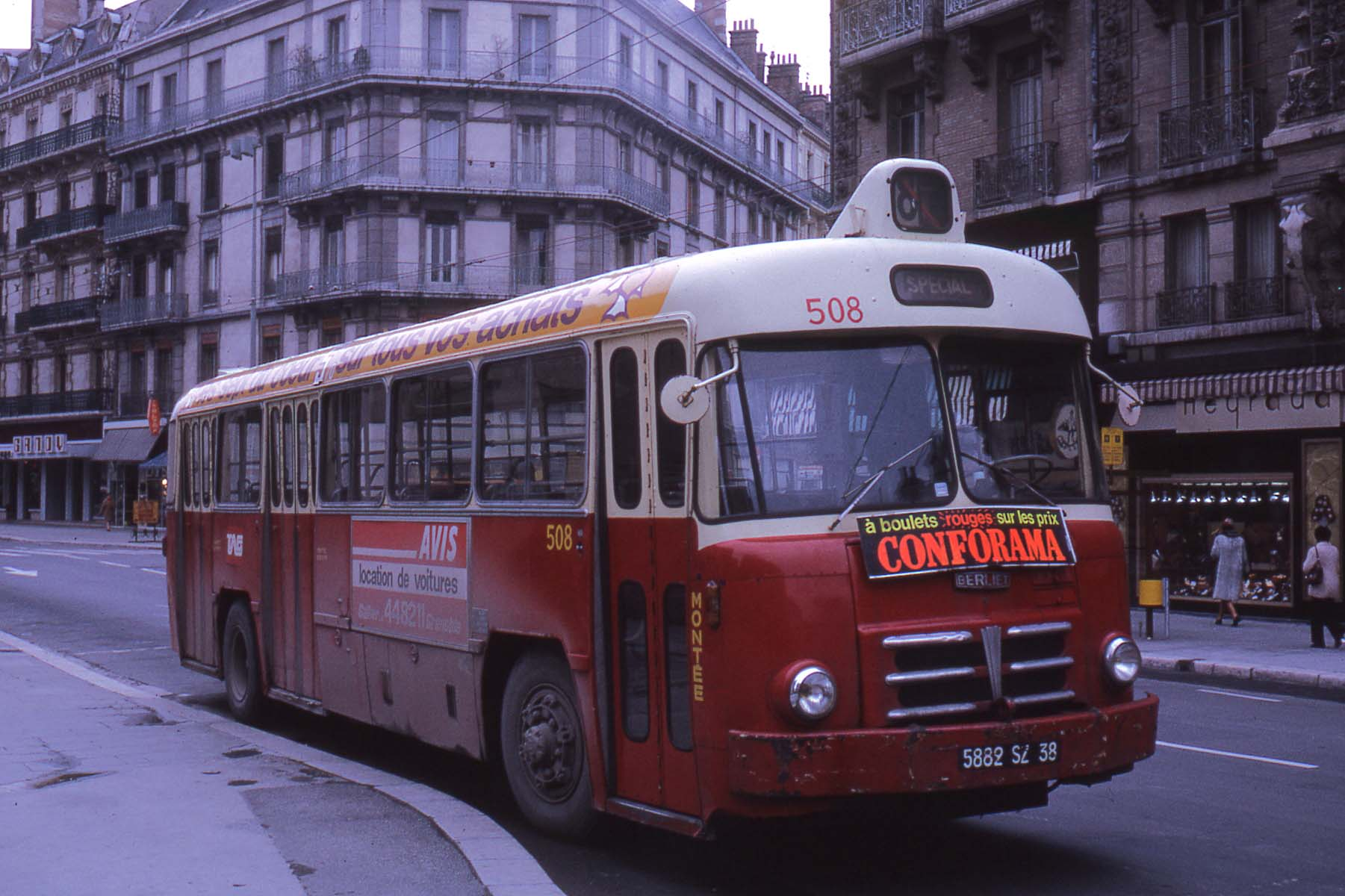
Un Berliet PLR-C 10-U sur la ligne 8 en 1975.

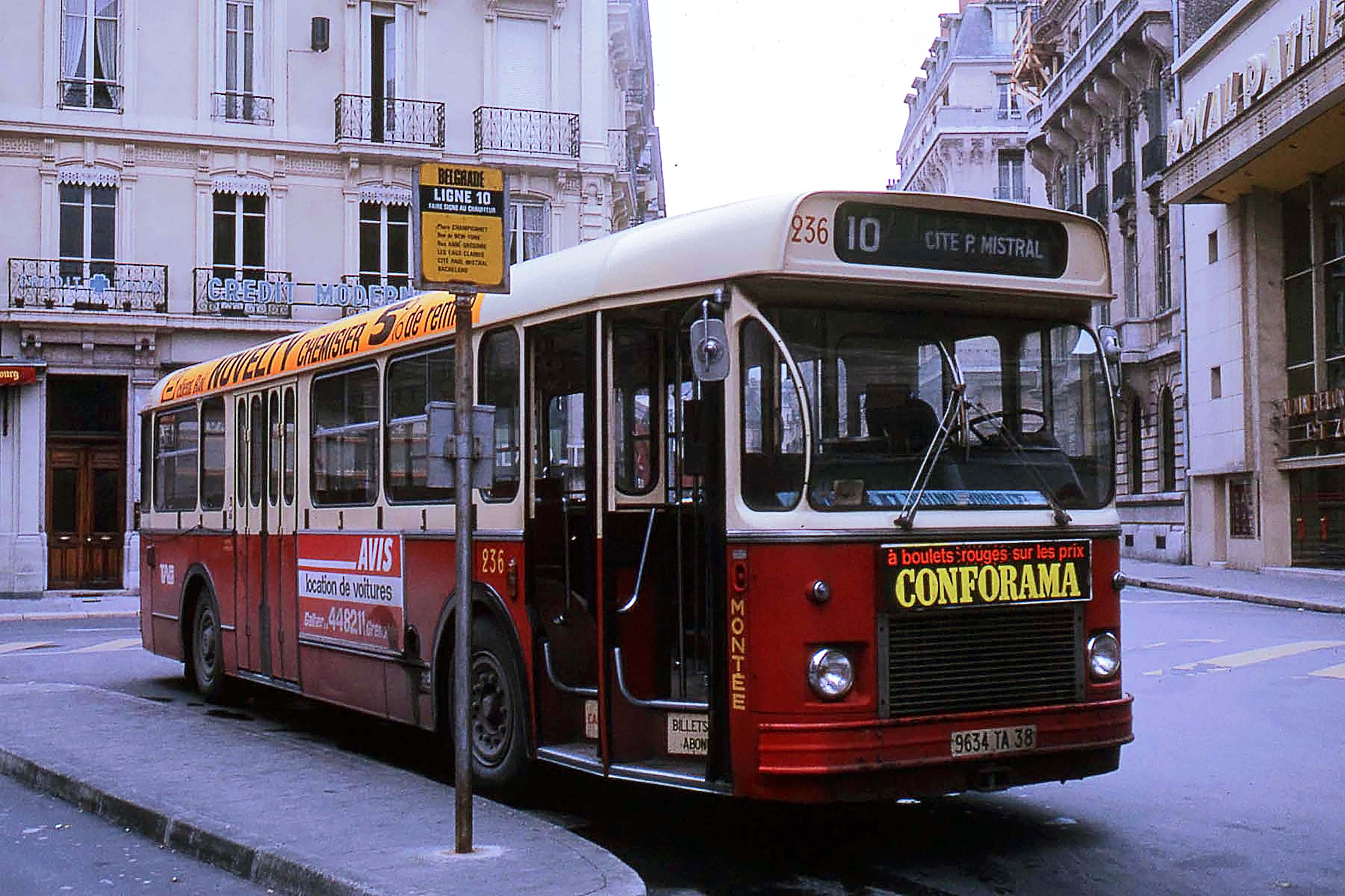
Un Saviem SC 10 U PCM-U sur la ligne 10 en 1975.

Le 1er mars 1960, la ligne 6A est prolongée à Saint-Martin-d'Hères Village, la branche de la ligne 7 desservant cette commune est limitée à Poisat et les antennes de Saint-Égrève sont remplacées par une boucle. Le 26 octobre 1961, une nouvelle ligne 3 est créée entre Grenoble et Fontaine via le cours Berriat et l'année suivante, le 26 octobre, la ligne 9 est prolongée au cimetière du Grand Sablon.
Le 12 novembre 1963, la ligne 11 est créée entre la rue Félix-Poulat et la Plaine de Seyssinet via les grands boulevards.
Le 29 mai 1964, les lignes 6A et 6B sont renumérotées respectivement 6 et 13 et la ligne 7 est scindée en deux lignes, la 7 (vers Eybens, Bresson et Brié-et-Angonnes) et la 14 (vers Saint-Égrève). Entre le 2 octobre 1964 et l'Été 1968, une ligne, non numérotée, est testée sans succès entre le Boulevard Joseph Vallier et l'avenue de Valmy.
Le 22 septembre 1966, la ligne 13 reprend la desserte de La Luire à la ligne 8 et le 24 octobre, la ligne 11 est prolongée à Seyssinet-Percevalière. Le 18 décembre 1967, la ligne 9 est prolongée aux deux extrémités de Jean Macé à Place de la Résistance et de Grand Sablon à Doyen Gosse.
Le 2 mai 1968, l'antenne Commanderie dessert le Village Olympique et le 23 septembre, création de la ligne 15 entre Docteur Bailly et le Village Olympique. Le 4 septembre 1969, l'antenne La Luire de la ligne 13 dessert la nouvelle ZUP d'Échirolles et le 6 novembre, création à titre expérimental d'une ligne entre Pont-de-Claix et l'Abbaye via le Village Olympique, qui est supprimée le 7 janvier 1970.
La 10 septembre 1970, les trois branches de la ligne 13 sont renumérotées : La branche d'Échirolles devient la 131, celle de la Commanderie devient le 132 et celle de La Luire devient la 133. En août 1971 et 1972 la ligne 9 est suspendue pour raisons financières. Le 9 septembre 1971, la ligne 15 est prolongée à La Luire et à Hôpital Sud, remplaçant de fait la ligne 133.
Le 11 mars 1974, les branches de la ligne 7 deviennent les lignes 71 (vers Eybens, Bresson et Brié-et-Angonnes) et 72 (vers Poisat) ; le 29 décembre suivant, en prévision de leur intégration au réseau, les lignes urbaines des VFD portant les numéros 1, 1A, 1B, 1C, 4, 6, 6A et 6B sont renumérotées respectivement avec les numéros 21, 22, 24, 23, 41, 62, 61 et 63, les lignes 62 et 63 sont en réalité des lignes départementales continuant leur trajet en dehors du périmètre du réseau urbain.
Le 1er janvier 1975, en même temps que la SGTE laisse place à la Semitag et que le réseau prend le nom commercial TAG, les lignes 21 à 24, 41 et 61 à 63 sont intégrées au réseau. Les biens de la SGTE confiés au domaine public de la Semitag sont le dépôt de 15 000 m2 de la rue Anatole-France, un terrain nu de 19 800 m2 à Saint-Martin d'Hères, les bureaux du siège social, cours de la Libération, une sous-station électrique de trolleybus du cours Berriat, 4 lignes aériennes de trolleybus et tous les véhicules.
Le 1er décembre 1975, création de la ligne 18 entre Docteur Bailly et Grand'Place via l'Abbaye. En octobre 1976, la ligne 9 est prolongée à la mairie de Meylan.
Le 21 février 1977, les lignes 6 et 10 fusionnent pour former la ligne 10.6, et les lignes 11 et 14 fusionnent pour former la ligne 11.14. En fin d'année, la ligne 9 est prolongée à l'Institut Laue-Langevin. En avril, le dépôt d'Eybens est mis en service en remplacement de celui de la rue Anatole-France destiné à être démoli.
Le 1er juillet 1978, la ligne 61 est supprimée. À la rentrée 1978, la ligne 5 est prolongée au Mas des Îles à Seyssins et la ligne de trolleybus 25 reprend la desserte du 61. Les premiers autobus articulés font leur apparition à Grenoble.
Le 26 février 1979, la ligne 71 est effectuée en trolleybus jusqu'à Eybens, le reste de la ligne restant exploitée en autobus ; le 17 avril, l'« opération Secteur Sud », qui consiste à la réorganisation des lignes sur Échirolles, conduit à la renumérotation des lignes 131 et 132 qui deviennent les lignes 13 et 16. Le 1er novembre 1980, la ligne 71 devient la ligne 7 et la ligne 72 laisse place à la ligne 18 qui est prolongée à Poisat.

### Les années 1980

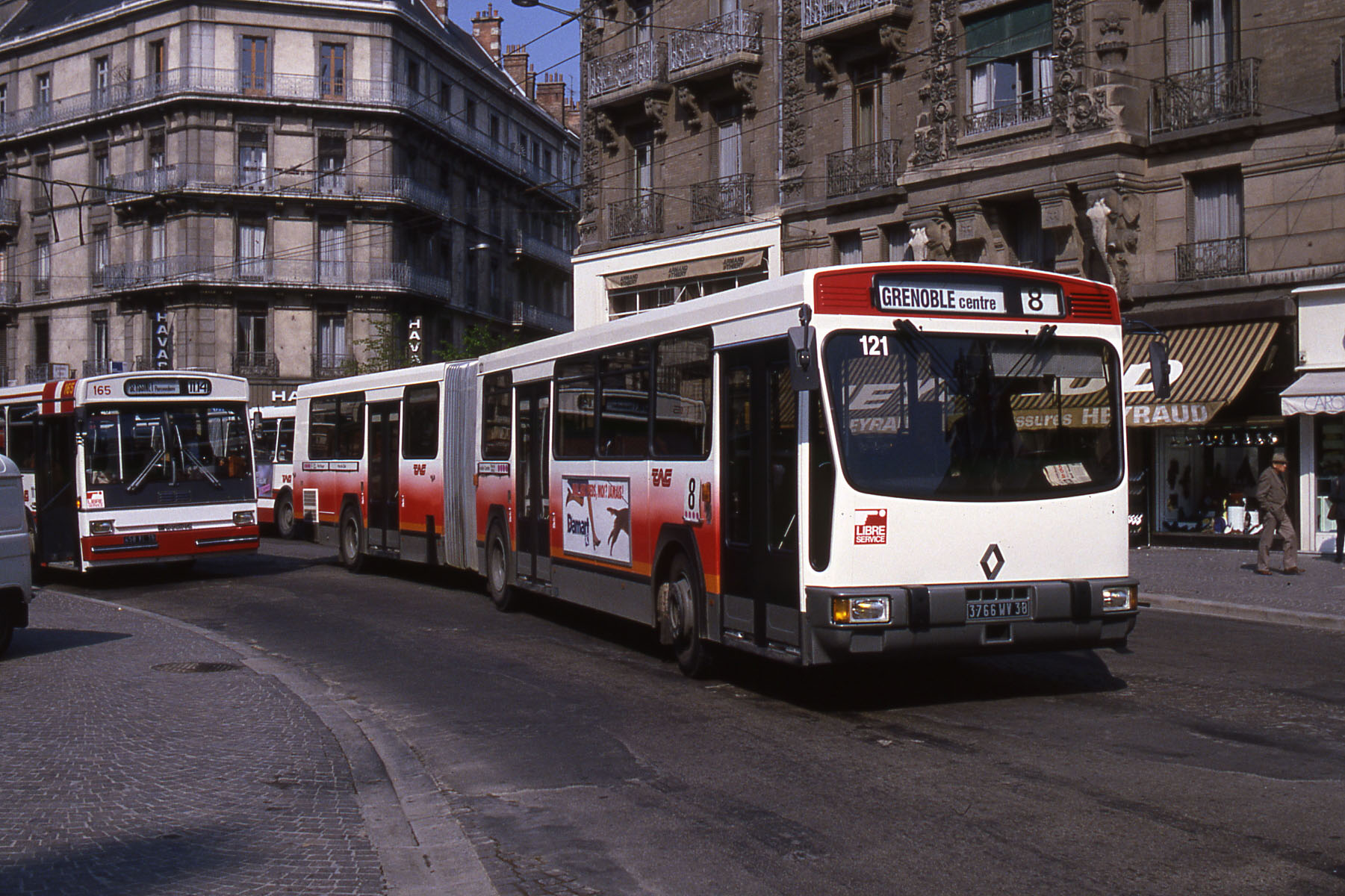
Un Renault PR 180 R sur la ligne 8 en 1980.

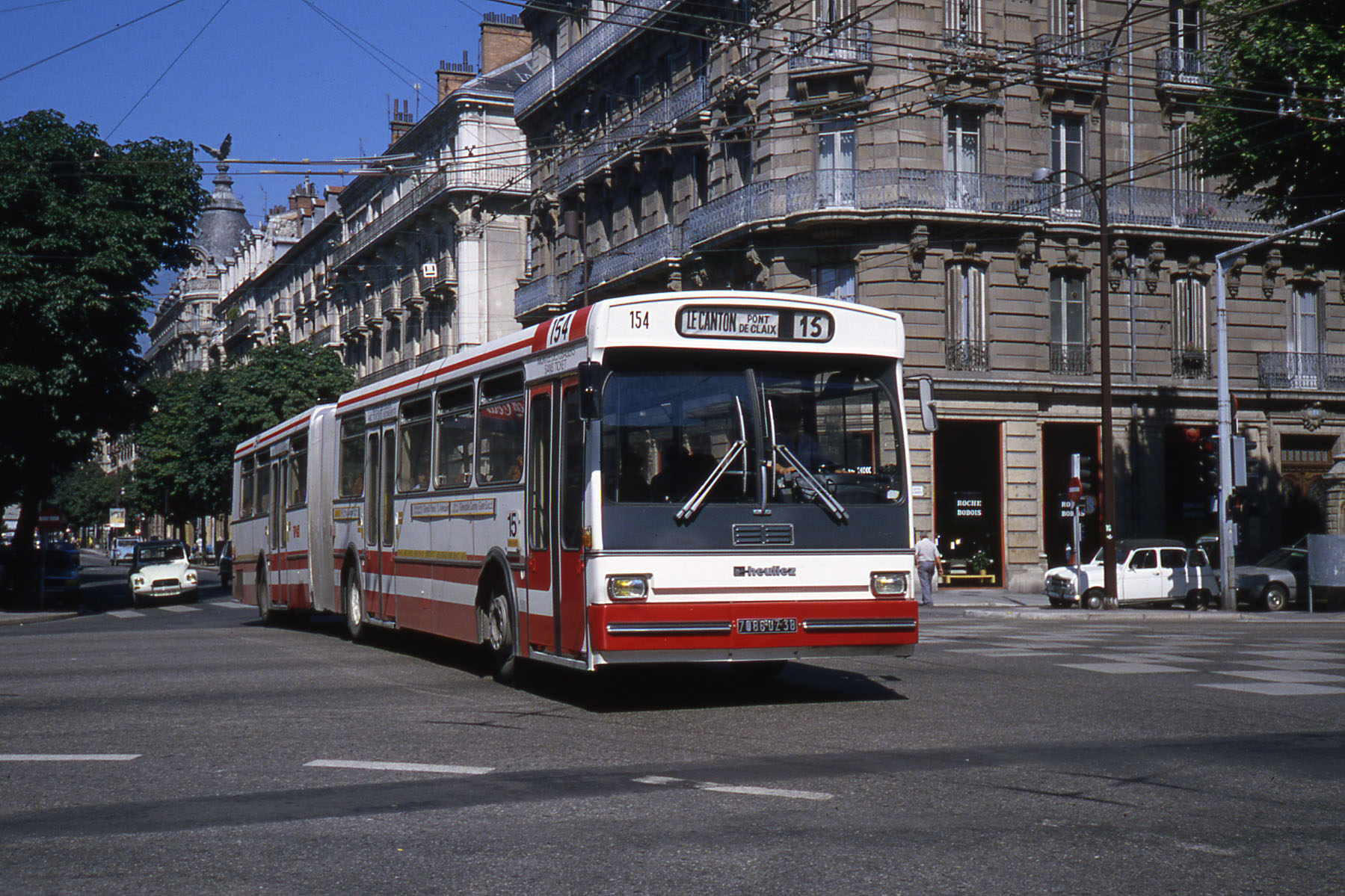
Un Heuliez O 305 G sur la ligne 15 en 1980.

Le 1er novembre 1980, création des lignes 17 (entre Grand'Place et Victor Hugo), exploitée en trolleybus à partir du 21 décembre 1981, et 26 (entre Grand'Place et le Campus).
En septembre 1981, création de la ligne de rocade 19, qui remplace la ligne 24, entre Fontaine et la Fac de Lettres par les Grands Boulevards. La ligne 21 est prolongée à Gières Le Japin et la ligne 23 est prolongée à Grand'Place. Mise en service en décembre de la Navette Le Rabot, qui dessert la cité universitaire du Rabot.
En septembre 1982, la ligne 63 est séparée du réseau TAG, elle continue à exister en tant que ligne départementale.
En 1984, puis ente 1989 et 1992, le réseau reçoit la plupart de ses autobus Heuliez GX 187. Entre 1984 et 1989, le réseau reçoit ses Renault PR 100.2.
Le 25 mars 1985, la ligne 8 est redynamisée, la ligne passe en autobus articulés, la desserte de Claix et Varces sont assurés en navette depuis Pont-de-Claix. Le dépôt d'Eybens devient insuffisant en prévision de l'arrivée du tramway, aussi en octobre 1985, un nouveau dépôt destiné aux autobus est mis en service à Sassenage. En 1985/1986, le réseau reçoit ses premiers Renault PR 180.2. Entre 1985 et 1989, le réseau reçoit ses autobus Heuliez GX 107.
Le 6 janvier 1986, à la suite de la mise en place de la ligne de trolleybus 32 qui reprend la branche 10 de la ligne 10.6, la ligne 6 réapparaît sur le trajet entre Grenoble, Les Alloves et Le Carina tandis que la ligne 7 ne subsiste qu'en tant que navette entre Eybens et Bresson. Suppression des trolleybus au profit des trolleybus sur la ligne 4, en prévision de l'arrivée du tramway.
Le 3 août 1987, à la suite de l'ouverture de la ligne A du tramway entre Gares et Grand'Place, la ligne 15 est limitée au parcours entre Grand'Place et Le Canton et le 31 août suivant, la ligne 41 est couplée à la ligne 21 et est prolongée dans Domène à Chenevrières, tandis que la ligne 21 est prolongée à la mairie de Domène.
Le 21 septembre 1987, à la suite de l'ouverture de la ligne A du tramway vers Fontaine, le réseau est cette fois-ci fortement modifié : Les lignes 3, 5, 6, 11.14, 18 et 19 sont supprimées, la ligne 7 est prolongée à Grand'Place, la ligne 9 est limitée au trajet entre Trois Dauphins et Meylan La Détourbe, création de la ligne 33 entre Saint-Égrève et Saint-Martin-d'Hères en remplacement de la ligne 6 et de la branche nord du 11.14, création de la ligne 34 entre Poisat et le Polygone scientifique en remplacement des lignes 9 et 18, création de la ligne 50 entre Fontaine et Claix qui remplace la ligne 5, de la ligne 51 entre Fontaine et Seyssins en remplacement du 11.14, du 51 barré entre Veurey, Sassenage et fontaine, du 52 entre Grenoble et Sassenage en remplacement du 19 et du 53 entre Seyssins et Saint-Martin-d'Hères en remplacement des lignes 11.14 et 19. Le 12 décembre, le prolongement de la ligne A de Louis Mansionnat à La Poya provoque la suppression du 51 barré et le prolongement du 51 à Veurey.
Le 18 avril 1988, la ligne 7 disparaît à la suite du prolongement de la ligne 16 à Eybens. Le 30 janvier 1989, la ligne 15 est supprimée et remplacée par la ligne 26 et le 10 juillet, la ligne 62 devient la ligne départementale 602. En 1989/1990, le réseau reçoit une deuxième série de Renault PR 180.2 et progressivement la couleur des autobus passe du rouge au bleu afin de s'aligner sur la couleur des tramways.

### Les années 1990
Le 7 juillet 1990, la ligne 13 est officiellement prolongée à Comboire à raison d'un bus sur deux et la desserte de Cap 38 par la ligne 33 est elle aussi officialisée. Le 26 novembre, à la suite de l'ouverture de la ligne B du tramway, le réseau est à nouveau modifié : la ligne 4 est supprimée, la ligne 9 perd son tronçon entre Trois Dauphins et Grand Sablon, la ligne 21 redevient indépendante et retrouve son terminus au Japin, la ligne 22 est supprimée et remplacée par un prolongement de la ligne 26 à la Gare de Gières et la navette IUT, circulaire, est créée à l'intérieur du campus.
Le 4 février 1991, création de la Navette Les Garlettes entre Claix et Seyssins et le 10 septembre, création de la ligne 26 Spécial entre Docteur Calmette et André Argouges.
Le 13 janvier 1992, dans le cadre du programme « Cité Bleue », le trajet de la ligne 13 est simplifié, la boucle de l'Hôpital Sud est supprimée, et la ligne 26 est modifiée dans le secteur ; le 10 septembre, création de la Navette Veurey-Châtelard. En 1992 et 1994, le réseau reçoit en tout trois Gruau MG 36 pour les lignes à faible charge et la deuxième série d'autobus articulés Heuliez GX 187, la ligne 13 reçoit des Renault R312 neufs décorés de la même façon que le tramway dans le cadre du programme « Cité Bleue ».
Le 7 septembre 1993, création de la Navette des Poulardes et le 2 novembre, création de l'Express Campus entre Victor Hugo et le Campus de Saint-Martin-d'Hères.
Le 9 juillet 1994, suspension de la navette de Veurey et le 29 août, à la suite de la redynamisation du secteur de la rive gauche du Drac, le réseau est modifié dans ce secteur : La ligne 54 abandonne la desserte de Veurey au nord et est prolongée au Sud vers les Chaumières à la place de la ligne 53, les lignes 50, 52 et 53 sont supprimées, création de la ligne 5 qui remplace globalement la ligne 53 et un bout de la ligne 52, création de la ligne 55 entre Seyssinet-Pariset et Sassenage, de la ligne 56 entre Fontaine et Veurey, avec une desserte du Châtelard en remplacement de la navette, de la ligne 57 entre Fontaine, Seyssins et Claix et de la Navette Boulevards entre Verdun et Joseph Vallier.
Le 6 novembre 1995, création d'une antenne Les Arnauds sur la ligne 41 puis en janvier 1996, création de la Navette du soir de Meylan. En 1995, puis 1996 et 1999, le réseau reçoit des autobus Heuliez GX 317 neufs.
Le 6 janvier 1996, ouverture de la navette des Alpins, au départ de Verdun, cette navette est supprimée deux ans plus tard, le 24 septembre 1998. Le 11 mars, à la suite du prolongement de ligne A à Échirolles, qui provoque la suppression de la ligne de trolleybus 1, la ligne 16 abandonne la desserte de Bresson à la nouvelle ligne 12 reliant Eybens à Grand'Place, et effectue son terminus au Canton à la place de la ligne 26 qui est limitée au trajet entre Grand'Place et Gières ; création de la nouvelle ligne 11 qui reprend la desserte de Comboire à la ligne 13 et dessert Saint-Martin-d'Hères. Le 28 avril, la ligne 51 est prolongée aux Nalettes et le 26 août, la ligne 23 est prolongée de Grand'Place à Seyssins Mas des Îles. Suppression de la Navette Boulevards le 5 juillet 1997. La ligne 56 reçoit 6 Breda Menarini Bus 230CU, les seuls immatriculés en France.
Le 2 mars 1998, création de l'Ami'bus Hauts de Corenc et le 24 août, la ligne 8 est à nouveau redynamisée et devient la ligne 1, après aménagement des arrêts pour les rendre accessibles et l'équipement avec la priorité aux feux, les navettes vers Claix et Varces sont reprises par la nouvelle ligne 10. Mise en place le 3 décembre, au départ de Victor Hugo, des lignes Noctibus N1 à N4, respectivement vers Claix, Seyssins, Saint-Égrève et Eybens. La ligne 1 reçoit des Renault Agora L neufs commandés pour l'occasion. Entre 1998 et 1999, le réseau reçoit des Renault Agora S neufs.
Le 1er mars 1999, création de l'Express Domène entre La Tronche et Domène via l'autoroute, à titre expérimental pour une durée d'un an, la ligne n'est pas reconduite à la fin de cette période ; le 10 avril, suspension de l'Express Campus. Le 1er juin 1999, suppression des trolleybus sur la ligne 32, et le 24 juin pour la ligne 31, marquant la fin du trolleybus à Grenoble. Le 12 juillet, création de la Navette Cimetière (Verdun - Grand Sablon) puis le 23 août, la ligne 11 devient une ligne de rocade à la suite de son prolongement au campus, elle remplace la navette IUT arrêtée le 19 juin précédent.

### Les années 2000

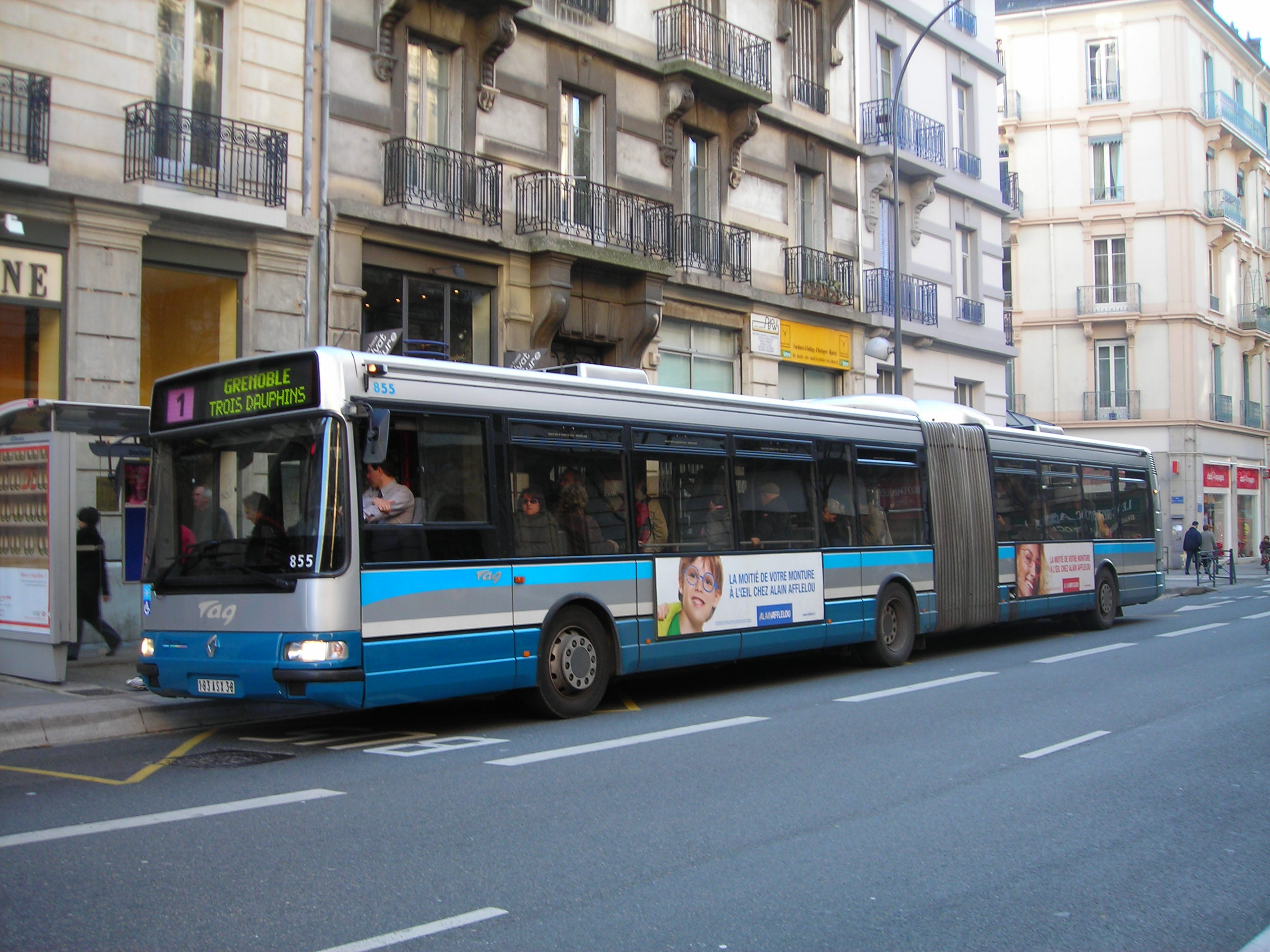
Un Renault Agora L sur la ligne 1 en 2006.

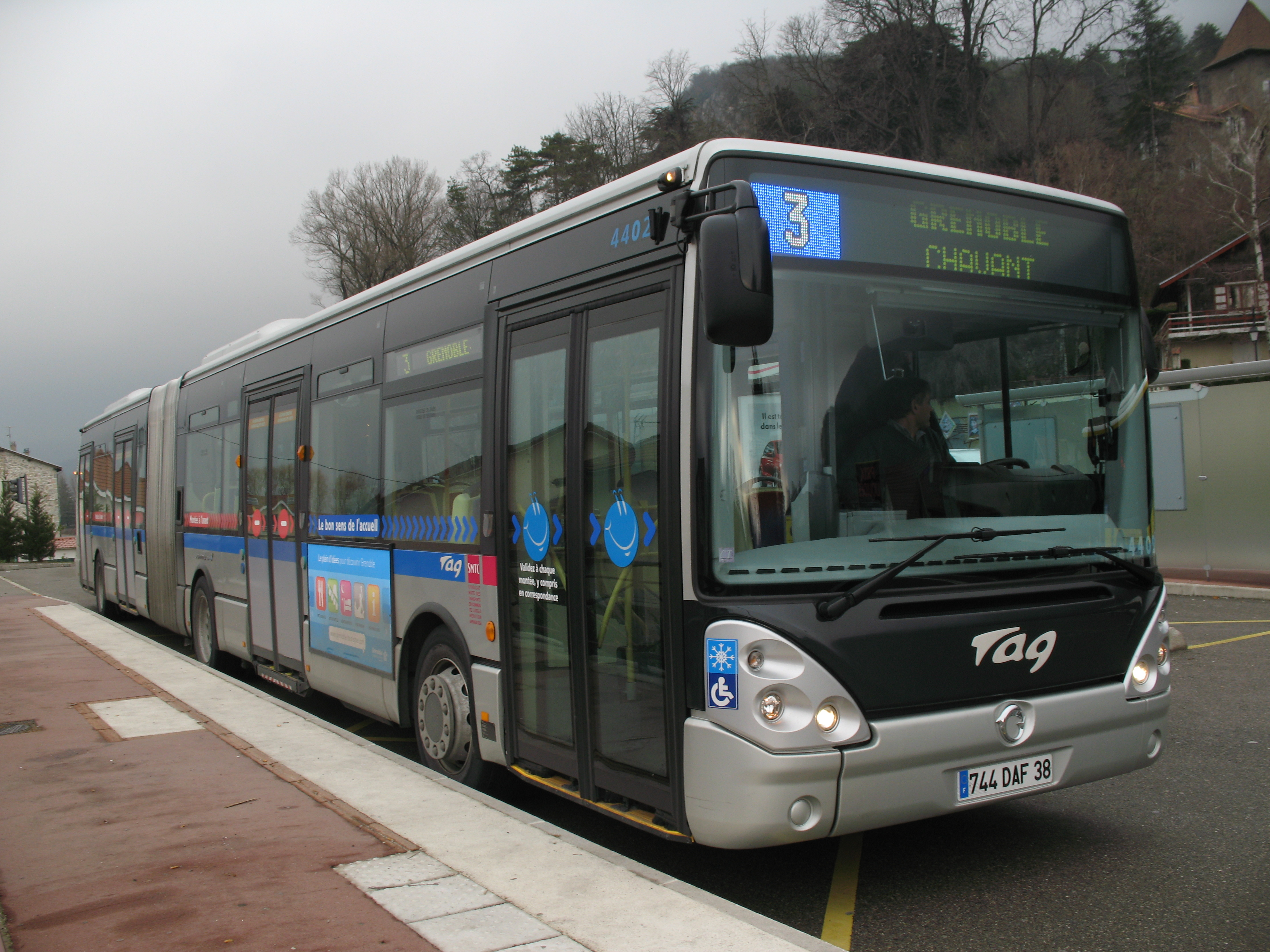
Un Irisbus Citelis 18 sur la ligne 3 en 2009.

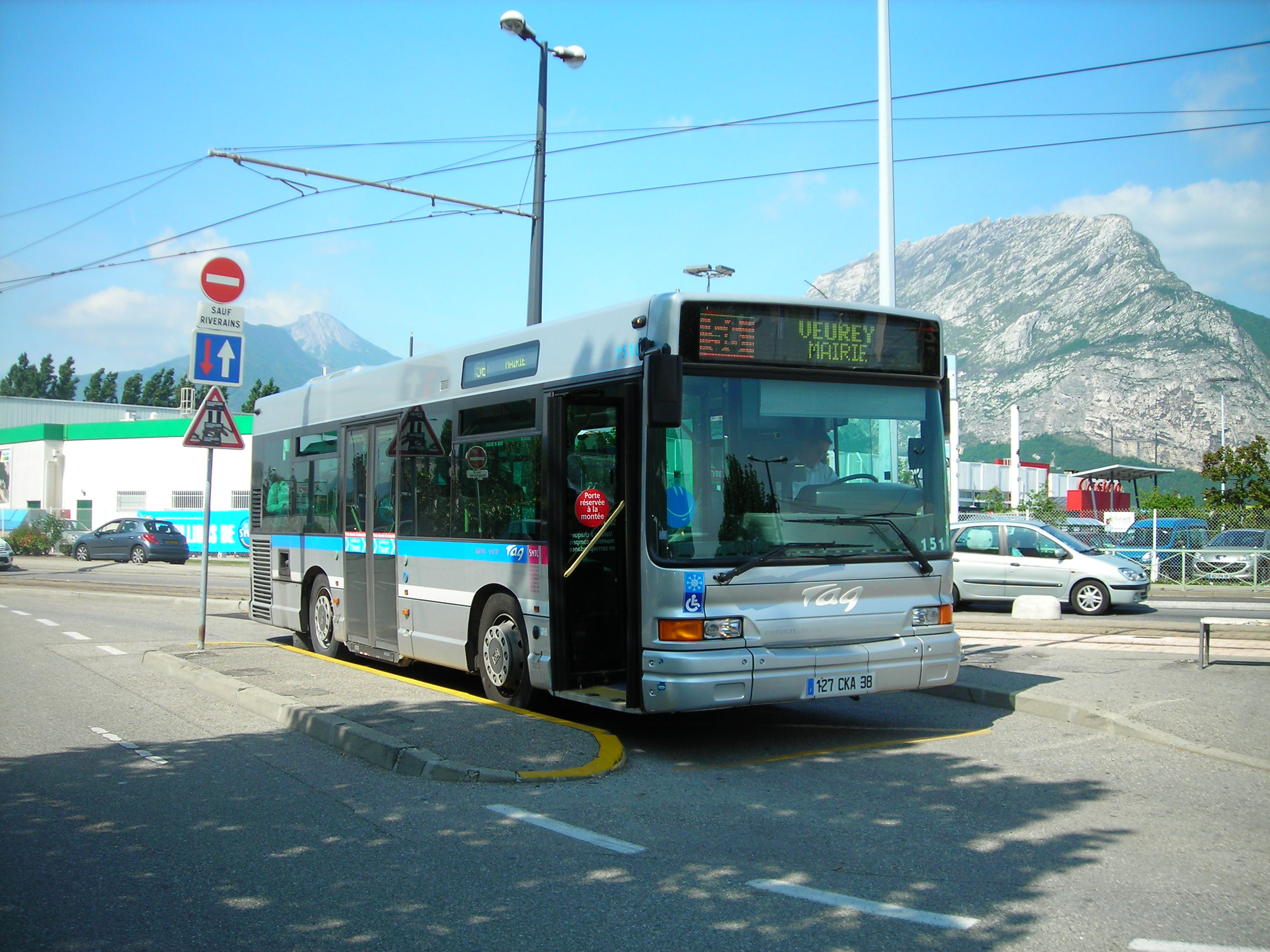
Un Heuliez GX 117 sur la ligne 56 en 2007.

Le 31 janvier 2000, création de l'Ami'bus Claix suivi le 18 septembre, des Ami'Bus Meylan et Sassenage. Le 30 juin, suppression de la ligne 26 Spécial ; le 4 décembre, ouverture de la Navette ZIRST entre Grand Sablon et la ZIRST de Meylan et Montbonnot-Saint-Martin.
Le 8 janvier 2001, la ligne 33 est redynamisée et est éclatée en trois lignes : la ligne 3 entre Grenoble et le Fontanil-Cornillon, la ligne 30 comme desserte interne de Saint-Égrève et la ligne 33 entre l'Esplanade et Saint-Martin-d'Hères ; Le même mois, mise en place de la Navette Taxis entre La Tronche et le Cimetière du Grand Sablon et le 2 mai, mise en place de la ligne 35 à la suite du prolongement de la ligne B à Cité internationale, elle relie la Gare au Polygone Scientifique. Le 27 août, les lignes 31 et 32 sont redynamisées, la boucle de Grand'Place est supprimée, la ligne 32 est prolongée de Grand'Place à Maison neuves et la lige 20 est créée entre Grand'Place et Albert 1er de Belgique ; le 1er octobre, l'Express Campus est remis en service. La même année, mise en service d'une dernière série de Heuliez GX 317.
Le 28 février 2002, la navette du Soir Meylan devient la Navette du Soir Grésivaudan et est étendue à La Tronche et Corenc et la navette du soir Belledonne est créée pour Saint-Martin-d'Hères, Gières, Murianette et Domène.
Le 2 septembre 2002, la ligne 602 barré, partie urbaine de la ligne départementale 602, devient la 608 ; la même année, les autobus Renault Agora S GNV sont mis en service sur la ligne 13 à l'occasion du congrès de l'Union des transports publics.
La Navette du Soir Belledonne est supprimée le 25 mai 2003, tout comme la ligne 20 le 31 mai, faute de fréquentation. Le 25 août, la ligne 30 est prolongée de Cap des H' à la Gare via l'A48 et le Polygone Scientifique, provoquant la suppression de la ligne 35 ; le 10 novembre, la Navette Cimetière est supprimée, elle sera remise en service pour la Toussaint 2004 et 2005. Mise en service la même année des autobus articulés Mercedes-Benz Citaro G sur les lignes 1 et 3 et des midibus hybrides Mercedes-Benz Cito.
Le 1er janvier 2004, à la suite de l'intégration des communes de Varces-Allières-et-Risset, Saint-Paul-de-Varces, Vif et Le Gua, les lignes départementales 405A, 405B et 405C, exploitées par Grindler, intègrent le réseau ; le 23 août, la ligne 34 est prolongée au Château de Sassenage à certains services et le 25 octobre, création de la ligne 90 entre Verdun-Préfecture et le Parc relais de la Caronnerie, exploitée par Transdev Dauphiné.
Le 14 mai 2005, l'Express Campus est définitivement supprimé ; le 22 août, les lignes 405A, 405B et 405C deviennent les lignes 17, 18 et 19 et restent exploitées par Grindler tandis que la Navette ZIRST devient la Navette Inovallée. Le 1er septembre 2005, la ligne 12 abandonne la desserte de Bresson à la suite de la sortie de cette dernière de l'agglomération puis le 5 septembre, mise en place d'un doublage urbain de la ligne départementale 6020 entre Grenoble et Meylan, qui remplace la ligne 90, tandis que la 608 est remplacée par la 6021. Mise en service la même année des autobus Irisbus Citelis 12 et Heuliez GX 117 et retrait des derniers Heuliez GX 107 du réseau.
Le 6 mars 2006, la ligne 12 remplace la Navette des Poulardes supprimée deux jours avant et le 20 mars, le prolongement de la ligne B à Gières provoque la limitation du 26 à Universités Biologie.
Le 22 mai 2006, la mise en service de la ligne C du tramway provoque une restructuration du réseau : Les lignes 5, 57 et Noctibus N2 sont supprimées, La ligne 21 voit son terminus Docteur Martin ramené à Verdun-Préfecture, la ligne 23 est prolongée au Prisme d'un côté et fait terminus à Parc Paul Mistral de l'autre (les partiels à Grand'Place sont maintenus) la ligne 26 se voit ajoutée une branche jusqu'à Fontaine pour remplacer la ligne 57, la ligne 51 abandonne ses deux branches sud au profit de la nouvelle ligne 58 entre Claix et Fontaine ; La Navette Taxis devient la Navette La Traverse le même jour ; le 4 septembre, création de la navette Noyarey Village. Le 2 octobre, création d'une antenne Le Prisme sur la ligne 51, la ligne 55 est modifiée à Fontaine et Seyssinet-Pariset. L'année 2006 marque aussi le retrait des autobus Renault R312 et Renault PR 100.2 du réseau.
Le 19 février 2007, les VFD perdent l'exploitation des 21 et 23 au profit de Transdev Dauphiné pour la ligne 21 et de la Semitag pour la ligne 23 et le 30 juin voit la mise en service de la navette estivale desservant la base de loisirs du Bois français à Saint-Ismier.
Le 3 mars 2008, la ligne 26 est prolongée à nouveau à Fontaine et reprend le terminus Place du Néron de l'ancienne ligne 57. Le 4 juillet, la navette Garlettes est supprimée au profit de l'ami'bus Claix et de la nouvelle Navette Val d'Allières ; le 1er août, la ligne 18 est supprimée et remplacée par des services scolaires et la ligne 19 est remplacée par la Navette Saint-Paul-de-Varces et enfin, le 25 août, la ligne 10 est remplacée par un prolongement des lignes 1 et 58 et ouverture de la Navette Hauts de Seyssins. Le 1er septembre 2008, le terminus du 17 est ramené de Gare Routière à Trois Dauphins. Ouverture des Proxi'Tag Noyarey (qui remplace la Navette Noyarey Village), Prélenfrey et Reymure. Mise en service la même année des autobus articulés Irisbus Citelis 18 et de trois Renault Master pour le service PMR.
Le 30 août 2009, la ligne 12 est remplacée par la Navette Eybens Échirolles Gare.

### Les années 2010

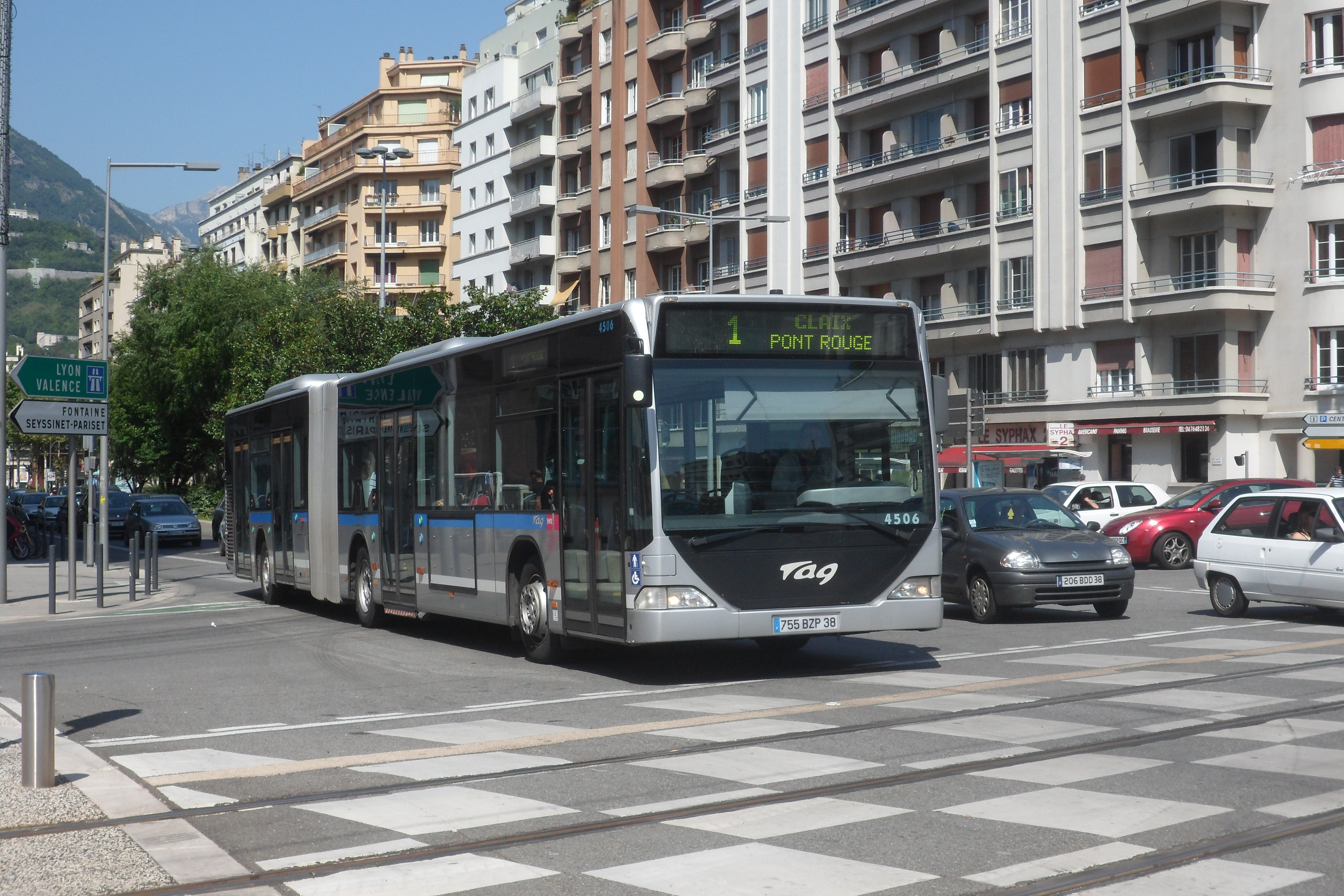
Un Mercedes-Benz Citaro G C1 sur la ligne 1 en 2011.

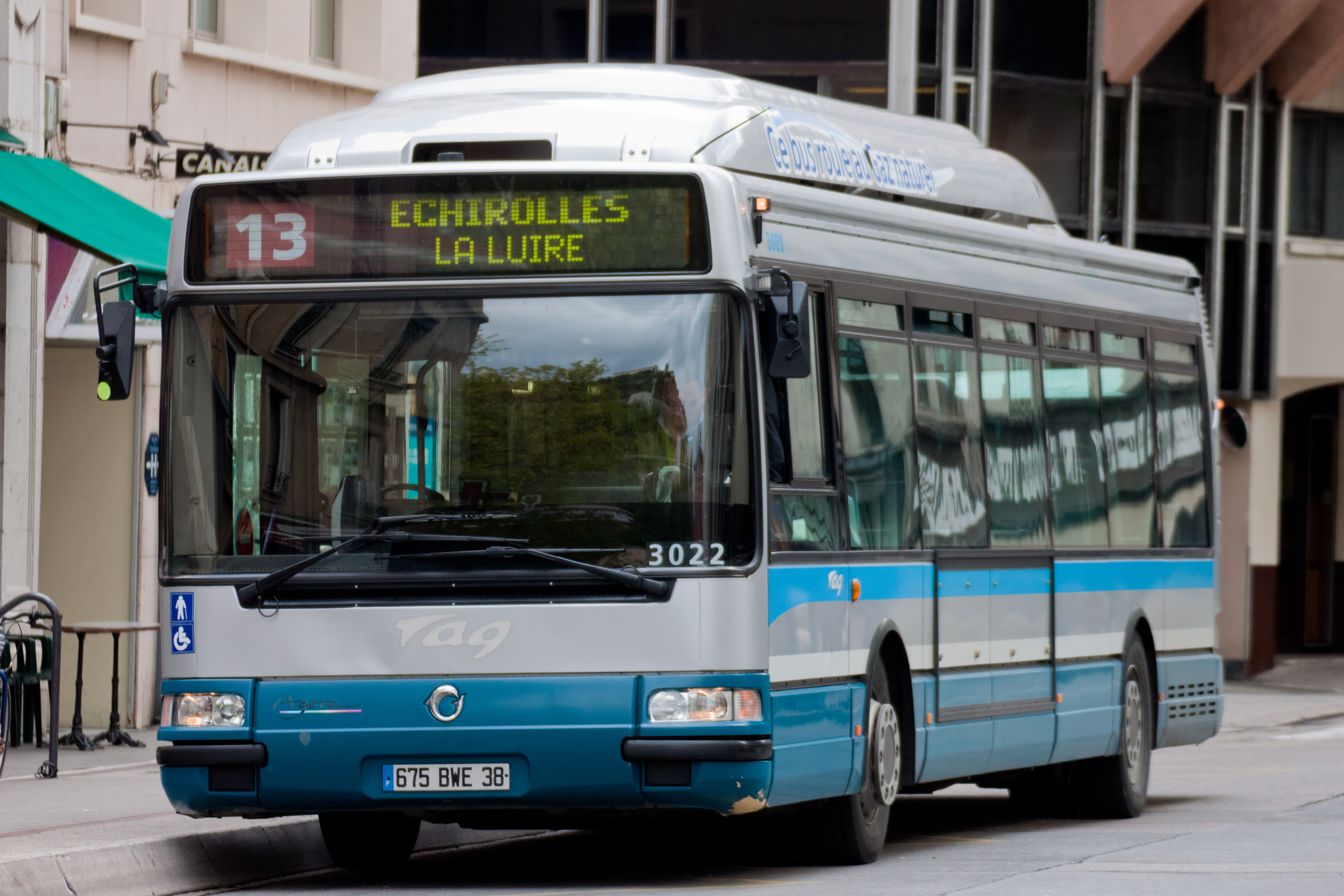
Un Irisbus Agora S GNV sur la ligne 13 en 2012.

Le 1er février 2010, la ligne 16 est prolongée à Montfleury et au Lycée du Grésivaudan à la place de la ligne 32 qui est limitée à Verdun - Préfecture, ancien terminus de la ligne 16. Le 30 août, les navettes Innovallée et Eybens Échirolles Gare deviennent les lignes 42 et 43 et ouverture du Proxi'Tag Venon, desservant la commune de Venon ayant rejoint la Metro le 1er janvier 2010. Le 28 octobre, création de la navette Cimetière du Gamond au départ de Maupertuis.
Le 7 mars 2011, création de la ligne 54 entre Saint-Égrève, Fontaine et Sassenage via le Pont-Barrage. Le 4 avril, les lignes 1 et 3 fusionnent pour former la nouvelle ligne 1 entre Varces-Allières-et-Risset, Claix, Saint-Égrève et le Fontanil-Cornillon avec un terminus partiel à l'Esplanade, tandis que la ligne 33 voit son tronçon entre Petite Esplanade et Trois Dauphins disparaître tout comme les services Le Carina via Les Alloves. Le 29 août, ouverture du Proxi'Tag Veurey-Actipole, tandis que le Proxi'Tag Venon devient l'Ami'Bus Venon ; suppression de la navette Cimetière du Gamond le 3 novembre.
Le 16 janvier 2012, le réseau Nord-Ouest est restructuré : Les lignes 9, 42, Navette La Traverse, Ami'bus Meylan et Ami'bus Hauts de Corenc sont supprimées, la ligne 16 est prolongée, pour expérimentation, à Maison de la Musique, le terminus du 31 est ramené de Maupertuis à Lycée du Grésivaudan, la ligne 6020 redevient une ligne purement départementale. Création de la ligne Chrono C0 entre Grenoble et Meylan qui fonctionne jusqu'à 22 h 30, de la ligne Proximo P0 entre Meylan et La Tronche et de la ligne Flexo F0 entre La Tronche et Corenc. Le 27 août, l'Ami'bus Venon devient le Flexo F1 et le 4 septembre le Proxi'Tag Prélenfrey devient le Flexo F2, avec desserte de Miribel-Lanchâtre, nouvelle commune de la Metro, enfin la ligne 54 est prolongée à l'ESAT Vence Écoparc.
Le 1er mars 2013, les VFD perdent l'exploitation des lignes 41 et Navette Le Rabot au profit de Philibert et le 31 août, la ligne 16 abandonne son terminus expérimental pour un prolongement à Meylan La Détourbe, tandis que la ligne 41 est limitée à Verdun - Préfecture au lieu de Docteur Martin. Le 4 novembre, la F2 est prolongée au Col de l'Arzelier. Mise en service la même année de deux autobus Irisbus Citelis 12 Hybrides.
Le 1er janvier 2014 à la suite de l'agrandissement de la Métro, les lignes départementales 3330 à 3333, 6050 et 7140 intègrent le réseau ; le 29 juin à la suite de l'ouverture de la ligne E, la ligne 1 est limitée au trajet entre Louise Michel et Claix et fonctionne jusqu'à 1 h 30, tout comme la nouvelle ligne « E bus » entre Saint-Martin-le-Vinoux, Saint-Égrève et le Fontanil-Cornillon qui remplace la partie Nord de la ligne 1 en attendant l'ouverture complète de la ligne E le 13 juillet 2015. La ligne 17 est modifiée à Claix pour reprendre les arrêts abandonnés par la ligne 1, création des Flexo F55 et F56 à Saint-Martin-le-Vinoux et suppression des Noctibus N1 et N3, remplacés par les lignes E, E bus et 1.
Le 1er septembre 2014, la ligne B du tramway est prolongée au polygone scientifique et le réseau d'autobus est complètement revu, seules les lignes E bus, 11 et 17 restant inchangées dans leurs noms et itinéraires : La Chrono devient la ligne Chrono C1 prolongée à la Cité Jean Macé en remplacement du 34, la ligne 1 devient la ligne Chrono C2, la ligne 13 laisse place à la nouvelle ligne Chrono C3 et à la ligne 16, la ligne 21 est raccourci et est renumérotée 14, la ligne 23 est remplacée par la Chrono C6, la ligne 26 est remplacée par la Chrono C5, la ligne 30 laisse place au 22 et au tramway B, la ligne 31 est remplacée par les lignes Chrono C3 et la ligne 13, les 32 et 33 fusionnent en tant que ligne 12, la ligne 34 est éclatée entre le Tramway B, les lignes C1 et C6 et la ligne 13, les lignes 41 et 43 deviennent respectivement les lignes 15 et 18, la ligne 51 est remplacée par les lignes C6 et 19, la ligne 54 voit son trajet évoluer, la ligne 55 devient la 19, la ligne 56 est coupée en deux lignes 20 et 51, la 58 est remplacée par les lignes 21 et 49, les lignes ex-Transisère 3330 à 3333, 6050 et 7140 deviennent respectivement les lignes 65 à 69 et 62, la Noctibus N4 est remplacée par la Chrono C4, la navette du Soir devient la 58, les navettes prennent les indices 40, 46, 47, 49 et 57, la Proximo devient la 42, les Ami'bus deviennent les lignes 48 et 50, les Flexo deviennent les lignes 41, 43, 44, 55 et 56, les Proxi'Tag deviennent les lignes 45, 52 et 53 et création des lignes 60, 61 et 63.
En septembre 2015, le réseau de bus grenoblois devient le premier réseau français à tester le paiement sans contact sur la ligne Chrono C1. Ce mode de paiement sans contact permettant aux voyageurs de payer leur trajet avec leur carte de paiement Visa sans contact.
Le 29 août 2016, le réseau est légèrement adapté, principalement à Échirolles afin d'améliorer la desserte de la commune : Le nombre d'arrêts est réduit sur la ligne C2 afin d'améliorer la régularité, tandis que la ligne C3 est prolongée jusqu'au centre du graphisme à Échirolles, entraînant la suppression de la ligne 18, en partie remplacée par la 67, mais aussi par la création de la ligne 64 entre la piscine Flottibulle, prolongée à la ZI des Îles en heures de pointe, et la station de tram Marie Curie. La ligne C6 est raccourcie d'un arrêt dans le polygone scientifique. À partir d'octobre et jusqu'en février 2017, la Semitag expérimente sur les lignes C3 et C4 des bus électriques de cinq constructeurs différents afin d'en déterminer la fiabilité.
Le 4 septembre 2017, les lignes dites du « Grand sud de la métropole », comprenant notamment Vizille et ses environs, sont réorganisées, avec notamment la transformation de la ligne « Flexo » 69 en une ligne « Proximo », la 23, devenant avec son service renforcé le nouvel axe majeur du secteur. La ligne 65 est prolongée à ses deux extrémités, au nord en tronc commun avec la 67, et abandonne la desserte de Montchaboud à la nouvelle ligne 70 afin de simplifier son trajet, ces deux lignes desservent le lycée de Vizille ; la 70 dessert de façon fine Vizille ainsi que la commune de Champ-sur-Drac, jusque-là sans desserte. Enfin une ligne 71 est créée afin de relier Champagnier à la gare de Jarrie - Vizille.

## Lignes
Le 1er septembre 2014, le réseau TAG a été entièrement restructuré et réorganisé autour de trois catégories de lignes régulières et, à partir de septembre 2018, une catégorie de lignes scolaires.

### Lignes Chrono

Logo des lignes Chrono.

Les lignes Chrono sont indicées C1 à C8.
Ces lignes sont les lignes majeures du réseau et circulent tous les jours de 5 h 15 à 1h00 avec une fréquence moyenne de 4 à 10 minutes et des aménagements spécifiques.
Les lignes Chrono Pérurbaines sont indicées C9 à C14 circulent de  6 à 22h avec une fréquence moyenne de toutes les 10 à 30 minutes en semaine entre 7h et 19h.

### Lignes Proximo

Logo des lignes Proximo.

Les lignes Proximo sont indicées 15 à 25 puis de 34 à 36, 82, 84 à 86, 88 à 92 .
Ces lignes sont les lignes principales du réseau, assurant le maillage de l'agglomération, et circulent tous les jours de 5 h 15 à 20 h 45, avec une fréquence moyenne de 7 à 15 minutes.

### Lignes Flexo

Logo des lignes Flexo.

Les lignes Flexo sont indicées de 40 à 73
Ces lignes sont les lignes de proximité du réseau, assurant les dessertes des zones les moins denses et les plus reculées de l'agglomération en service régulier ou sur réservation et circulent pour la plupart tous les jours de 6 h 30 à 20 h, avec certaines dessertes assurées uniquement en soirée ou en été.

### Lignes Sacado
En complément du réseau régulier, les TAG proposent un réseau de plusieurs dizaines de lignes scolaires desservant les établissements scolaires pour lesquels la desserte régulière est insuffisante ou inexistante pour répondre aux besoins des élèves.
Le réseau scolaire prend à partir de septembre 2018 le nom de Sacado, à la suite d'un concours organisé en avril 2018 pour trouver un nom à ce réseau,. Ce nouveau nom est accompagné d'une numérotation de l'ensemble des services, afin de faciliter leur identification.

### Transport à la demande
Outre les lignes Flexo 40 à 72 disposant d'horaires sur réservation, deux autres services de transport à la demande existent sur le réseau TAG.

#### Chronopro
Depuis juin 2018, les communes de Notre-Dame-de-Mésage et Saint-Pierre-de-Mésage bénéficient d'un service de transport à la demande nommé « Chronopro » du lundi au samedi qui assure un rabattement à Vizille avec la ligne X3 du réseau Cars Région Express, accessible avec la tarification TAG. Au 1er septembre 2021, ce service est intégré à la famille des lignes « Flexo » sous l'indice 72. La réservation s'effectue uniquement par une application smartphone.

#### Flexo+ PMR
Flexo+ PMR est un service de transport à la demande destiné aux personnes à mobilité réduite pouvant utiliser le réseau régulier. Le service est assuré sur l'ensemble du territoire de Grenoble-Alpes Métropole à la tarification habituelle et ce, tous les jours.

### Autres services
En plus de ces trois catégories de lignes et des services sur réservation, d'autres services viennent en renfort :
- Les lignes TER Auvergne-Rhône-Alpes, Cars Région Express et Cars Région Isère accessibles avec la tarification TAG à l'intérieur de la métropole[15] ;
- Le service de vélopartage, Métrovélo[15] ;
- Le service d'autopartage, Citélib[15].

### Desserte du Stade des Alpes
Lors d'événements au Stade des Alpes, la Semitag et le SMMAG adaptent le réseau pour faciliter la desserte du stade. Une navette au départ du parc relais Carronnerie-Île d'Amour est mise en place, et l'accès au parc relais Vallier - Catane est gratuit sur présentation du billet du match du jour. Le stade est aussi accessible avec la ligne de tram C et la ligne de bus C1 de façon directe à la station Hôtel de ville ainsi qu'avec la ligne de tram A à distance à la station Chavant que dessert aussi la ligne C.
| Ligne | Caractéristiques | Caractéristiques                                      | Caractéristiques                                      | Caractéristiques                                      | Caractéristiques                                      | Caractéristiques                                      | Caractéristiques                                      | Caractéristiques                                      | Caractéristiques                                      |
| N     | Navette Stade des Alpes | Navette Stade des Alpes                               | Navette Stade des Alpes                               | Navette Stade des Alpes                               | Navette Stade des Alpes                               | Navette Stade des Alpes                               | Navette Stade des Alpes                               | Navette Stade des Alpes                               | Navette Stade des Alpes                               |
| N     | La Tronche — Grand Sablon ⥋ Grenoble — Hôtel de Ville | La Tronche — Grand Sablon ⥋ Grenoble — Hôtel de Ville | La Tronche — Grand Sablon ⥋ Grenoble — Hôtel de Ville | La Tronche — Grand Sablon ⥋ Grenoble — Hôtel de Ville | La Tronche — Grand Sablon ⥋ Grenoble — Hôtel de Ville | La Tronche — Grand Sablon ⥋ Grenoble — Hôtel de Ville | La Tronche — Grand Sablon ⥋ Grenoble — Hôtel de Ville | La Tronche — Grand Sablon ⥋ Grenoble — Hôtel de Ville | La Tronche — Grand Sablon ⥋ Grenoble — Hôtel de Ville |
| ----- | --- | ----------------------------------------------------- | ----------------------------------------------------- | ----------------------------------------------------- | ----------------------------------------------------- | ----------------------------------------------------- | ----------------------------------------------------- | ----------------------------------------------------- | ----------------------------------------------------- |
| N     | Ouverture / Fermeture 15 février 2008 / — | Longueur —                                            | Durée 6 min                                           | Nb. d’arrêts 2                                        | Matériel Standard                                     | Jours de fonctionnement variable                      | Jour / Soir / Nuit / Fêtes O / O / N / O              | Voy. / an —                                           | Dépôt N.C.                                            |
| N     | Desserte : - Villes et lieux desservis : La Tronche et Grenoble (Stade des Alpes) - Stations et gares desservies : La Tronche - Grand Sablon (B) et Grenoble - Hôtel de Ville (C).                                                                                       |                                                       |                                                       |                                                       |                                                       |                                                       |                                                       |                                                       |                                                       |
| N     | Autre : - Arrêt non accessible aux UFR : Aucun. - Amplitudes horaires : La ligne fonctionne les jours de matches à raison de trois départs espacés de 20 minutes avant le match puis d'autant de services après le match. - Date de dernière mise à jour : 24 août 2019. |                                                       |                                                       |                                                       |                                                       |                                                       |                                                       |                                                       |                                                       |
| N     | Dernière actualisation : — |                                                       |                                                       |                                                       |                                                       |                                                       |                                                       |                                                       |                                                       |

### Cars Région
Seize lignes Cars Région Express et Cars Région Isère (ex-Transisère) sont accessibles avec la tarification TAG uniquement dans le périmètre de la métropole grenobloise.
Les lignes concernées sont (au 1er septembre 2021) :
- Les lignes Cars Région Express : X01 X02 X03 ;
- Les lignes Cars Région Isère : T64 T65 T75 T80 T81 T82 T87 T88 T89 T90 T91 T92 T95.

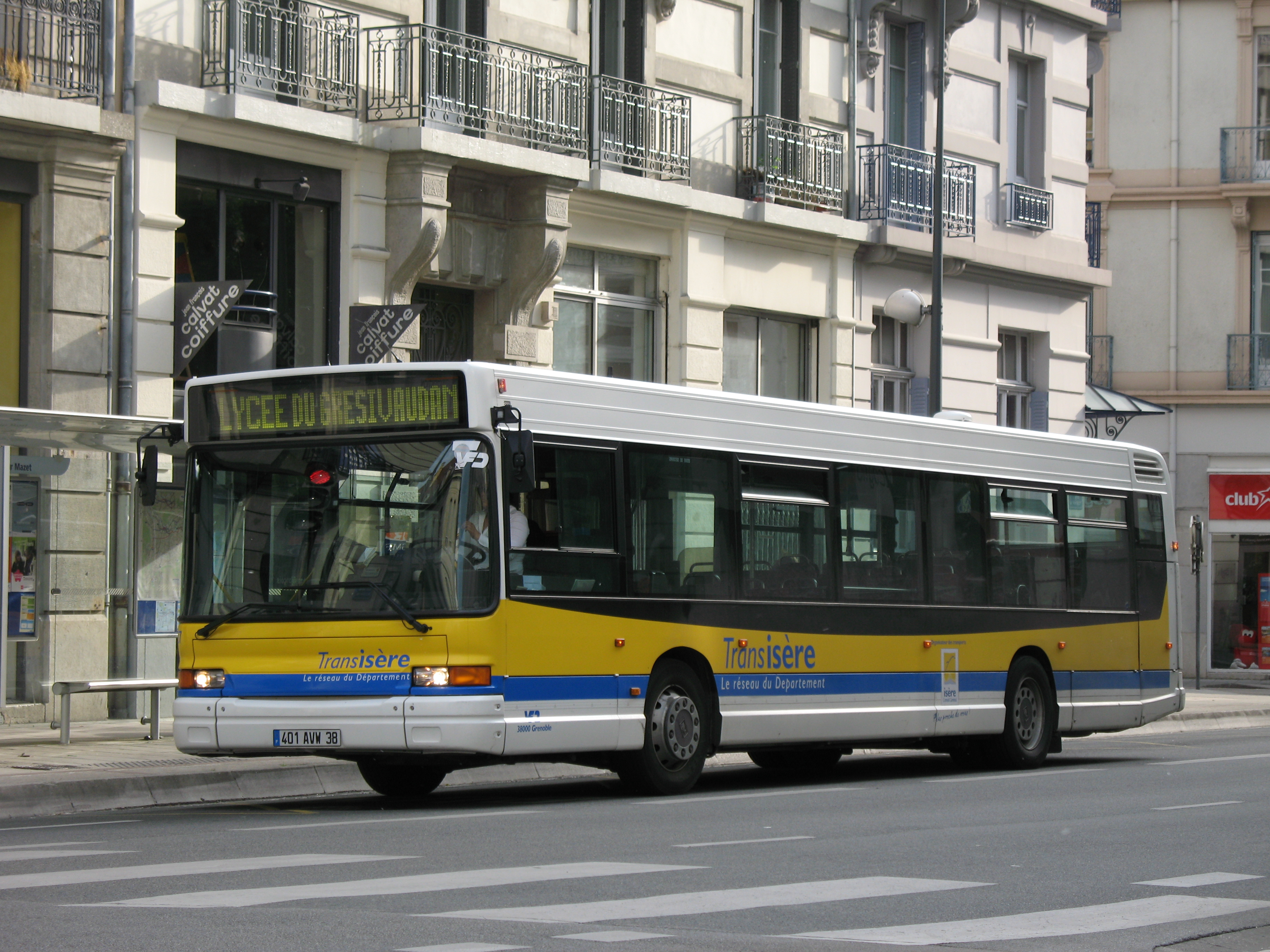
Un Heuliez GX 217 sur la ligne 6020 (actuelle T80).
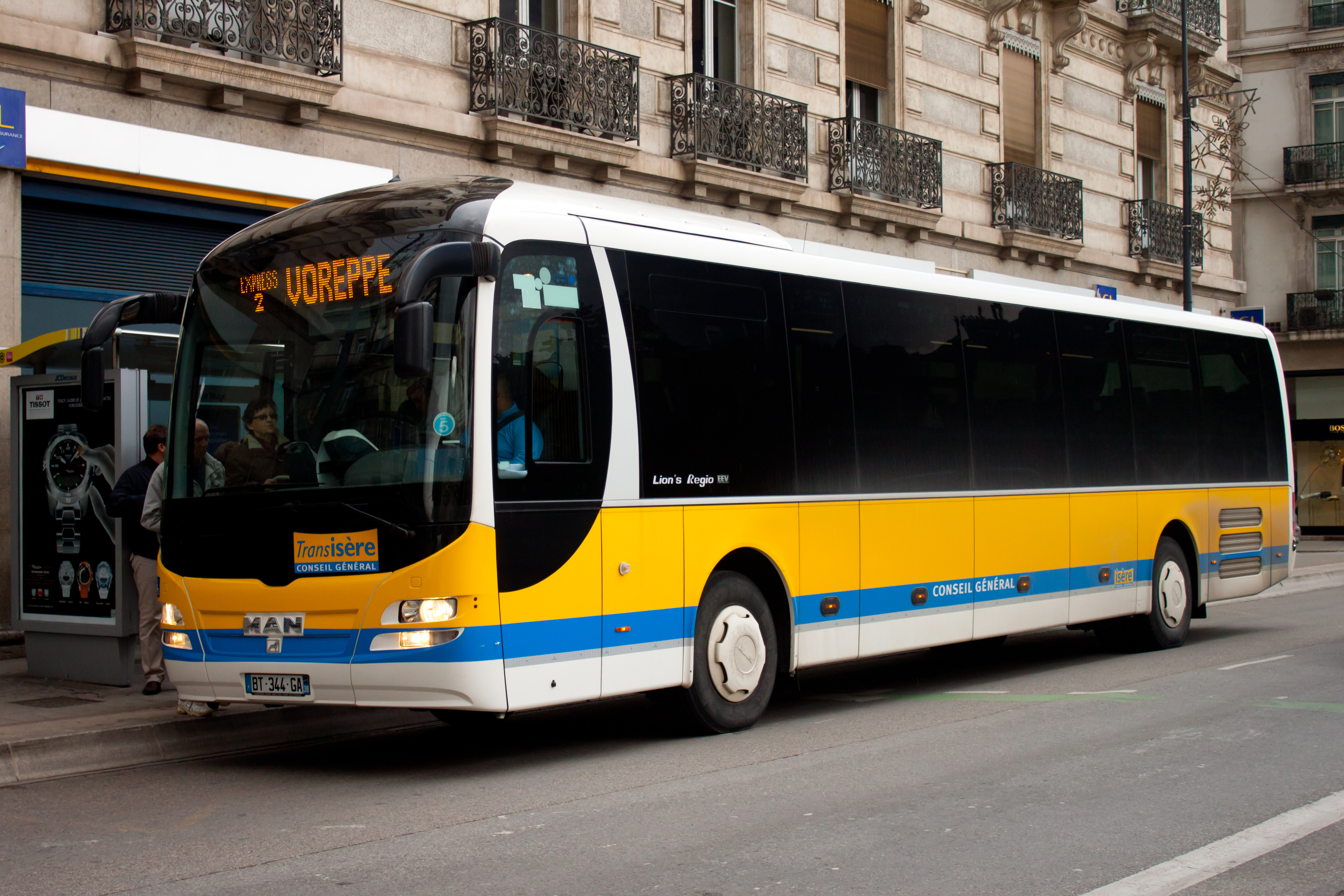
Un MAN Lion's Regio sur la ligne Express 2 (actuelle X02).
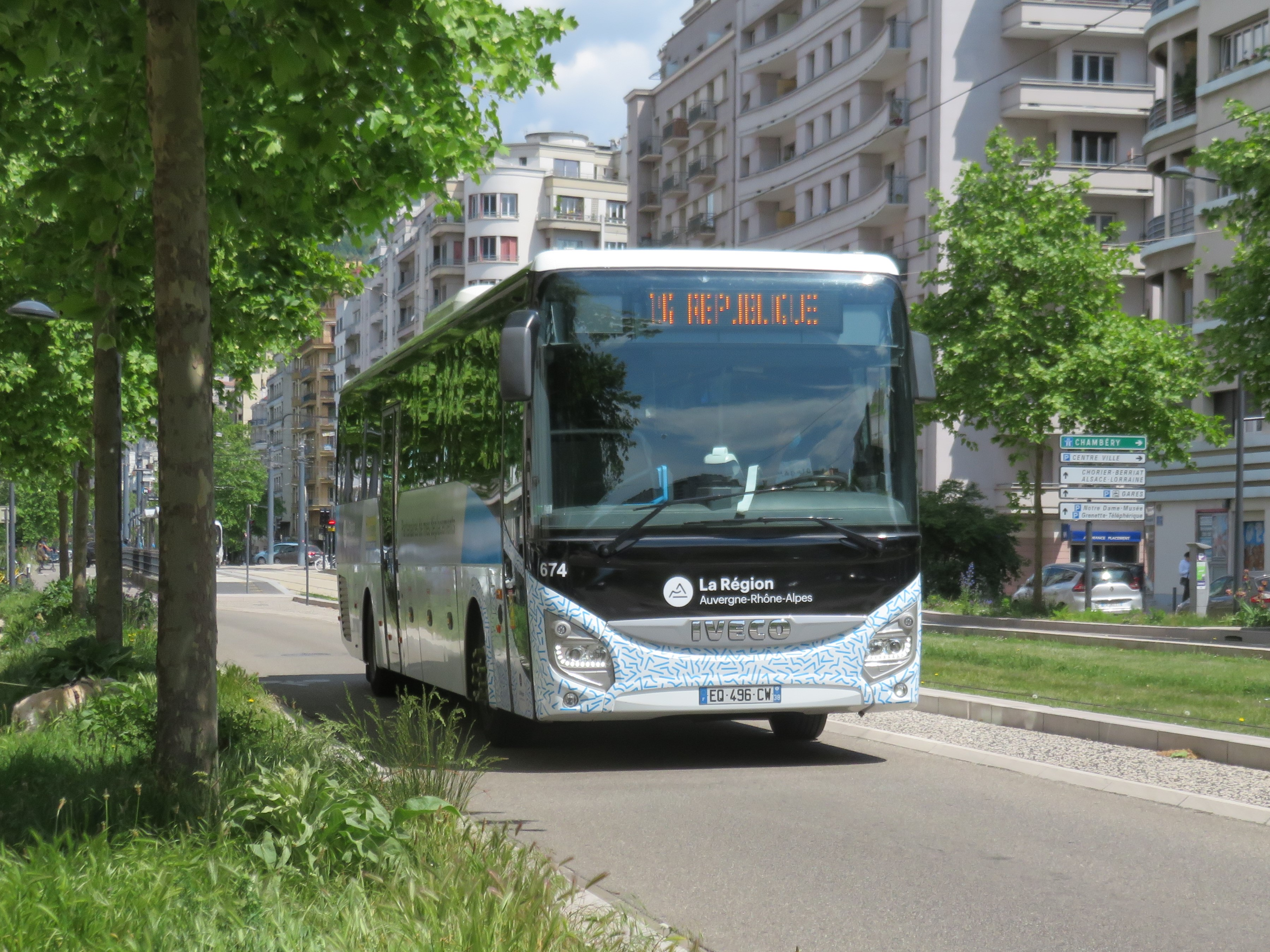
Un Iveco Bus Evadys sur la ligne T90.

## Infrastructure

### Dépôts
Les lignes du réseau sont remisées, en fonction de leur exploitant et/ou de leur localisation géographique, dans plusieurs dépôts.

## Matériel roulant
Le comité syndical du SMTC réuni le 24 février 2014 a confirmé l'acquisition de 40 autobus urbains hybrides à plancher surbaissé, livrés progressivement d'ici 2016. Cette technologie déjà en service avec deux bus hybrides en circulation, permet une consommation de gazole réduite de 30% et un rejet de gaz à effet de serre diminué de 25 tonnes par an et par véhicule. Parallèlement à cet investissement, 6 à 9 minibus aménagés pour le transport de personnes à mobilité réduite seront livrés entre 2014 et 2016.
En septembre 2018, la SEMITAG a reçu 48 Scania Citywide fonctionnant au gaz naturel pour véhicules dont 35 en version Low floor et 13 en version Low entry, plus adaptée aux ligne suburbaines, commandés via la centrale d'achat de l'union des groupements d'achats publics.

### Matériel roulant actuel

#### Articulés
| Constructeur | Modèle           | Carburant | Nombre, | Numérotation    | Années de livraison | Remarques |
| ------------ | ---------------- | --------- | ------- | --------------- | ------------------- | --------- |
| Irisbus      | Citelis 18       | Diesel    | 24      | nos 4401 à 4424 | 2008                |           |
| Scania       | Citywide LFA GNV | GNV       | 28      | nos 4511 à 4538 | 2020-2021           |           |

#### Standards
Certains GX 317 sont affectés à Philibert (n° en 5xxx ; auparavant aux VFD) ou chez Transdev Dauphiné (n° en 7xxx). Il en est de même pour certains Citelis 12 chez Transdev Dauphiné.
| Constructeur | Modèle              | Carburant  | Nombre, | Numérotation          | Années de livraison | Transporteur           | Remarques                                  |
| ------------ | ------------------- | ---------- | ------- | --------------------- | ------------------- | ---------------------- | ------------------------------------------ |
| Irisbus      | Citelis 12          | Diesel     | 5       | n° 3125 à 3128 + 3130 | 2005                | SPL M'Tag              |                                            |
| Irisbus      | Citelis 12 Hybride  | Hybride    | 2       | nos 3501 à 3502       | 2013                | SPL M'Tag              |                                            |
| Iveco Bus    | Urbanway 12 Hybride | Hybride    | 54      | nos 511 à 564         | 2015 et 2016        | SPL M'Tag              |                                            |
| Iveco Bus    | Urbanway 12 GNV     | GNV        | 29      | nos 3201 à 3229       | 2017                | SPL M'Tag et VFD       |                                            |
| Scania       | Citywide LF GNV     | GNV        | 35      | nos 3230 à 3264       | 2018                | SPL M'Tag              |                                            |
| Scania       | Citywide LF GNV     | GNV        | 25      | nos 3301 à 3325       | 2021                | SPL M'Tag              |                                            |
| Scania       | Citywide LF GNV     | GNV        | 25      | nos 3401 à 3425       | 2023                | SPL M'Tag              |                                            |
| Scania       | Citywide LE GNV     | GNV        | 13      | nos 3271 à 3283       | 2018                | Keolis Porte des Alpes | Véhicules adaptés aux lignes périurbaines. |
| Iveco Bus    | Urbanway 10 GNV     | GNV        | 4       | nos 227019 à 227022   | 2022                | Keolis Porte des Alpes |                                            |
| Iveco Bus    | Crossway LE Line NP | GNV        | 2       | nos 223038 à 223039   | 2022                | Keolis Porte des Alpes |                                            |
| Heuliez      | GX 337 Elec         | Électrique | 7       | n° 801 à 807          | 2024                | SPL M'Tag              |                                            |

#### Minibus et midibus
| Constructeur              | Modèle           | Carburant  | Nombre, | Numérotation                         | Années de livraison | Remarques                                                                              |
| ------------------------- | ---------------- | ---------- | ------- | ------------------------------------ | ------------------- | -------------------------------------------------------------------------------------- |
| Gruau                     | Bluebus          | Électrique | 3       | nos 1004 à 1006                      | 2012                | Navette interne du CEA Grenoble                                                        |
| Renault-Gruau             | Master           | Diesel     | 10      | nos 1019 à 1024, 1026 et 1028 à 1030 | 2001 à 2008         | PMR19 à PMR24 renumérotés en 1019 à 1024 en 2004 ; 1027 accidenté en 2013 ; Réformés ? |
| Dietrich                  | Modulis 50       | Diesel     | 9       | nos 1031 à 1039                      | 2014 et 2015        | Châssis Citroën Jumper II.                                                             |
| Kutsenits Busconstruction | TPRL             | Diesel     | 2       | nos 5114 et 5115                     | 2013                | Confiés à Philibert. Construits sur-mesure pour la ligne Flexo 40.                     |
| Heuliez Bus               | GX 127           | Diesel     | 1       | no 7010                              | 2019                | Véhicule de Transdev Rhône-Alpes, ex-Synchro Chambéry                                  |
| Heuliez Bus               | GX 127 L         | Diesel     | 1       | no 137652                            | 2013                | Véhicule de Keolis Porte des Alpes ex-Zest Bus Menton                                  |
| Mercedes-Benz             | Sprinter City 35 | Diesel     | 1       | no 1361                              | 2016                | Véhicule de Philibert.                                                                 |

#### Interurbains
| Constructeur | Modèle             | Carburant | Nombre | Numérotation               | Années de livraison | Transporteur                                | Remarques                                                                       |
| ------------ | ------------------ | --------- | ------ | -------------------------- | ------------------- | ------------------------------------------- | ------------------------------------------------------------------------------- |
| Irisbus      | Crossway LE        | Diesel    | 9      | 111 à 117 ; 122 et 123     | 2008 ; 2010         | Grindler                                    |                                                                                 |
| Iveco Bus    | Crossway LE        | Diesel    | 4      | 141, 142, 144, 145         | 2014, 2015          | Grindler                                    |                                                                                 |
| Iveco Bus    | Crossway           | Diesel    | 7      | 631, 634, 367, 5168 à 5171 | 2015-2016           | 6xx : VFD ; 5xxx : Keolis Porte des Alpes   |                                                                                 |
| Iveco Bus    | Crossway LE 10,8 m | Diesel    | 2      | N.C. et 689                | 2017, 2018          | Perraud Voyages ; 689 : VFD                 |                                                                                 |
| Iveco Bus    | Crossway 10,8 m    | Diesel    | 1      | 140                        | 2014                | Grindler                                    |                                                                                 |
| Probus       | 215                | Diesel    | 1      | 1119                       | 2006                | Perraud Voyages                             |                                                                                 |
| Renault VI   | Ares               | Diesel    | N.C.   | 300-361                    | 2002                | VFD                                         |                                                                                 |
| Setra        | S 416 NF           | Diesel    | 1      | 128                        | 2012                | Grindler                                    |                                                                                 |
| TEMSA        | Tourmalin          | Diesel    | 4      | 205-220, 8136 et 166064    | 2009 et 2016        | 2xx : VFD ; autres : Keolis Porte des Alpes |                                                                                 |
| Van Hool     | T 915 CL           | Diesel    | N.C.   | 92 à 105                   | 2003 à 2007         | Grindler                                    | Plusieurs d'entre eux sont réformés ou ne sont plus utilisés pour le réseau TAG |
| Van Hool     | TD 925 Astromega   | Diesel    | 1      | 127                        | 2011                | Grindler                                    |                                                                                 |

#### Midibus et minibus interurbains
| Constructeur  | Modèle        | Carburant | Nombre | Numérotation | Années de livraison | Transporteur           | Remarques              |
| ------------- | ------------- | --------- | ------ | ------------ | ------------------- | ---------------------- | ---------------------- |
| Ferqui        | Sunset        | Diesel    |        |              | 2014                | Perraud Voyages        | Châssis d'Iveco Daily. |
| Otokar        | Navigo 185SH  | Diesel    |        |              | 2013                | Philibert              |                        |
| Otokar        | Vectio C      | Diesel    | 2      | 1211-1212    | 2014                | Philibert              |                        |
| Otokar        | Vectio U LE   | Diesel    | 1      | 324          | 2014                | Perraud Voyages        |                        |
| TEMSA         | MD9 LE        | Diesel    | 2      | 8136-8137    | 2016                | Keolis Porte des Alpes |                        |
| Anadolu Isuzu | Novociti Life | Diesel    | 1      | 424          | 2018                | Perraud Voyages        |                        |
| Volkswagen    | Crafter       | Diesel    | 1      | 8264         | 2014                | Keolis Porte des Alpes |                        |
| Mercedes-Benz | Sprinter      | Diesel    | 1      | no 177042    | 2017                | Keolis Porte des Alpes |                        |

### Ancien matériel roulant

#### Anciens autobus articulés
| Constructeur  | Modèle      | Carburant | Nombre, | Numérotation    | Années de livraison | Années de réforme  | Remarques                                                      |
| ------------- | ----------- | --------- | ------- | --------------- | ------------------- | ------------------ | -------------------------------------------------------------- |
| Saviem-Man    | SG 220      | Diesel    | 11      | nos 101 à 111   | 1978/1979           | 1989 à 1991        |                                                                |
| Heuliez       | O 305 G HLZ | Diesel    | 34      | nos 149 à 182   | 1979 à 1982         | 1991 à 1997        |                                                                |
| Heuliez       | GX 187      | Diesel    | 48      | nos 321 à 368   | 1984 à 1994         | 1999 à 2008        | 112 à 198 renumérotés en 321 à 338 en 1992 ; 321 et 322 ex-VFD |
| Renault       | PR 180 R    | Diesel    | 8       | nos 821 à 828   | 1984                | 2003 à 2005        | 121 à 128 renumérotés en 821 à 828 en 1992                     |
| Renault       | PR 180.2    | Diesel    | 12      | nos 829 à 840   | 1985 à 1990         | 1999 à 2003        | 129 à 140 renumérotés en 829 à 840 en 1992                     |
| Renault       | Agora L     | Diesel    | 18      | nos 850 à 871   | 1998                | Entre 2017 et 2020 |                                                                |
| Mercedes-Benz | Citaro G    | Diesel    | 8       | nos 4501 à 4508 | 2003                | 2020               |                                                                |

#### Anciens autobus standards
| Constructeur    | Modèle               | Carburant  | Nombre, | Numérotation                | Années de livraison | Années de réforme           | Remarques |
| --------------- | -------------------- | ---------- | ------- | --------------------------- | ------------------- | --------------------------- | --- |
| Verney          | LP                   | Diesel     | 1       | no 79                       | 1948                | ?                           | |
| Renault         | R-4221               | Diesel     | 6       | nos 501 à 506               | 1955                | 1970                        | ex-Bordeaux |
| Chausson        | APH-1                | Diesel     | 5       | nos 182 à 186               | 1949                | 1961/1962                   | 182 ex-Nice |
| Chausson        | APH-2/50             | Diesel     | 7       | nos 187 à 193               | 1951                | 1970                        | |
| Chausson        | APH-521              | Diesel     | 5       | nos 194 à 198               | 1954 à 1955         | 1972 et 1974                | |
| Chausson        | AHH-521              | Diesel     | 1       | no 280                      | 1954                | 1974                        | |
| Chausson        | APH-2/522 (2 portes) | Diesel     | 9       | nos 199 à 207               | 1956/1957           | 1974 à 1976                 | |
| Chausson        | APH-2/522 (3 portes) | Diesel     | 3       | nos 208 à 210               | 1958                | 1975                        | |
| Chausson-Saviem | APH-A                | Diesel     | 3       | nos 211 à 213               | 1963                | 1976                        | |
| Berliet         | PCK-B21 G            | Diesel     | 2       | nos 80 et 81                | 1940/1941           | 1955                        | ex-SATAD |
| Berliet         | PLR-8b               | Diesel     | 3       | nos 300 à 302               | 1955                | 1974                        | |
| Berliet         | PLR-C-10-U           | Diesel     | 3       | nos 506 à 509               | 1956                | 1975                        | ex-Marseille ; 505 renuméroté 509                                                                                          |
| Berliet         | PH-80                | Diesel     | 7       | nos 303 à 309               | 1959/1960           | 1974 à 1976                 | |
| Berliet         | PH-8-100             | Diesel     | 12      | nos 310 à 321               | 1962                | 1973 à 1976                 | |
| Berliet         | PCM-U                | Diesel     | 13      | nos 322 à 334               | 1967/1969           | 1979 à 1984                 | |
| Berliet         | PH 3/620             | Diesel     | 1       | no 500                      | 1969                | 1981                        | ex-Lyon ; 400 renuméroté 500 en 1973                                                                                       |
| Berliet         | PH 4/620             | Diesel     | 5       | nos 501 à 505               | 1973                | 1981                        | |
| Saviem          | SC 10 U (044)        | Diesel     | 27      | nos 241 à 238 et 284 et 285 | 1966 à 1973         | 1982 à 1991                 | 284 et 285 ex-VFD 248 et 250 en 1977 ; 228 à 232 mutés aux VFD en 1979                                                     |
| Saviem          | SC 10 U (444D)       | Diesel     | 45      | nos 239 à 283               | 1974 à 1978         | 1982 à 1991                 | 281 à 283 ex-VFD 263, 265 et 266 en 1978/1979 ; 239 à 242 mutés aux VFD en 1981                                            |
| Saviem          | SC 10 U-PF (244D)    | Diesel     | 1       | no 286                      | 1978                | 2008                        | ex-VFD 264 en 1978 ; A servi de bus info                                                                                   |
| Berliet         | PR 100 B             | Diesel     | 73      | nos 347 à 418               | 1974 à 1976         | 1984 à 1992                 | 347 à 350 ex-VFD B16 à B19 en 1974                                                                                         |
| Berliet         | PR 100 MI (2 portes) | Diesel     | 15      | nos 419 à 432               | 1977/1978           | 1981 à 1993                 | |
| Berliet         | PR 100 MI (3 portes) | Diesel     | 3       | nos 433 à 435               | 1979                | 1992 à 1995                 | |
| Renault         | PR 100 MI (3 portes) | Diesel     | 23      | nos 436 à 458               | 1980 à 1982         | 1991 à 1997                 | |
| Renault         | PR 100.2             | Diesel     | 63      | nos 459 à 521               | 1984 à 1989         | 1997 à 2006                 | 517 à 521 prêtés pour les JO d'Albertville en 1992 ; Après 1996, nombreux exemplaires confiés aux VFD avec numéros en 5xxx |
| Heuliez         | GX 107               | Diesel     | 34      | nos 201 à 234               | 1985 à 1989         | 1997 à 2005                 | |
| Renault         | R312                 | Diesel     | 16      | nos 901 à 916               | 1991                | 2003 à 2006                 | |
| Renault         | Agora S              | Diesel     | 56      | nos 400 à 455               | 1999                | 2008 à 2017                 | |
| Heuliez Bus     | GX 317 (2 portes)    | Diesel     | 33      | nos 600 à 632               | 1995 à 2001         | 2013 (608) et 2017 à 2019 ? | 608 détruit en 2013 par un incendie moteur.                                                                                |
| Heuliez Bus     | GX 317 (3 portes)    | Diesel     | 30      | nos 921 à 957               | 1995 à 2001         | SPL M'Tag                   | |
| Irisbus         | Citelis 12           | Diesel     | 25      | n° 3101 à 3124 + 3129       | 2005                | 2023                        | |
| Irisbus         | Agora S GNV          | GNV        | 71      | nos 3001 à 3072             | 2002                | 2021                        | |
| Alstom          | Aptis                | Électrique | 7       | nos 571 à 577               | 2020                | 2023                        | Véhicules repris par Alstom en novembre 2023.                                                                              |

Les VFD disposaient de Saviem SC 10, propriétés du SMTC :
| Constructeur | Modèle            | Carburant | Nombre, | Numérotation                          | Années de livraison | Années de réforme | Remarques                                                |
| ------------ | ----------------- | --------- | ------- | ------------------------------------- | ------------------- | ----------------- | -------------------------------------------------------- |
| Saviem       | SC 10 U (044)     | Diesel    | 14      | nos 231 à 234, 244 et 251, 261 et 262 | 1975 à 1977         | 1987              | 248 et 250 devenus 284 et 285 à la Semitag en 1987       |
| Saviem       | SC 10 U (444D)    | Diesel    | 3       | nos 263, 265 et 266                   | 1978/1979           | 1987              | Devenus 281 à 283 à la Semitag en 1987                   |
| Saviem       | SC 10 U-PF (244D) | Diesel    | 1       | no 264                                | 1978                | 1987              | ex-Démo Saviem de 1976 ; Devenu 286 à la Semitag en 1987 |

#### Anciens minibus et midibus
| Constructeur      | Modèle       | Carburant  | Nombre, | Numérotation                   | Années de livraison | Années de réforme | Remarques |
| ----------------- | ------------ | ---------- | ------- | ------------------------------ | ------------------- | ----------------- | --- |
| Peugeot-Durisotti | J7           | Diesel     | 3       | nos 301 à 303                  | 1979                | 1988 à 1991       | |
| Peugeot-Durisotti | J9           | Diesel     | 1       | no 304                         | 1980                | 1991              | |
| Mercedes-Benz     | 608          | Diesel     | 2       | nos 443 et 447                 | 1981 et 1985        | 1993              | Numérotation VFD |
| Renault-Durisotti | Master FB 30 | Diesel     | 9       | nos V16 à V21 et PMR22 à PMR24 | 1983 à 1994         | 1994 à 2002       | 305 à 312 renumérotés V16 à V23 en 1992 V22 à V24 renumérotés PMR22 à PMR24 en 2001                                                    |
| Gruau             | MG 36        | Diesel     | 13      | nos 100 à 113                  | 1992 à 1995         | 2003 à 2013       | Certains affectés aux VFD puis à Philibert avec numéros en 51xx 104 et 106 donnés au CEA puis redonné à la SEMITAG ou réformé          |
| Breda             | 230-CU       | Diesel     | 6       | nos 121 à 126                  | 1996                | 2006              | Uniques véhicules de ce type en France.                                                                                                |
| Peugeot-Durisotti | Boxer        | Diesel     | 3       | nos 1017, 1018 et 1025         | 1997                | 2008              | V17, V18 et V25 renumérotés PMR17, PMR18 et PMR25 en 2001 renumérotés 1017, 1018 et 1025 en 2004                                       |
| Mercedes-Benz     | Cito         | Hybride    | 6       | nos 1501 à 1506                | 2003                | 2014 ou 2015      | 4001 à 4006 renumérotés en 1501 à 1506 en 2003                                                                                         |
| Renault-Gruau     | Master       | Diesel     | 1       | no 1027                        | 2004                | 2013              | Accidenté |
| Breda             | Zeus M2000E  | Électrique | 3       | nos 1001 à 1003                | 2011                | 2011              | 1003 d'occasion Retirés à la suite de la à défaillance du Crédit-Bailleurs, ces véhicules étaient en location longue durée pour le CEA |
| Heuliez Bus       | GX 117       | Diesel     | 9       | nos 1510 à 1518                | 2005                |                   | |

### Galerie

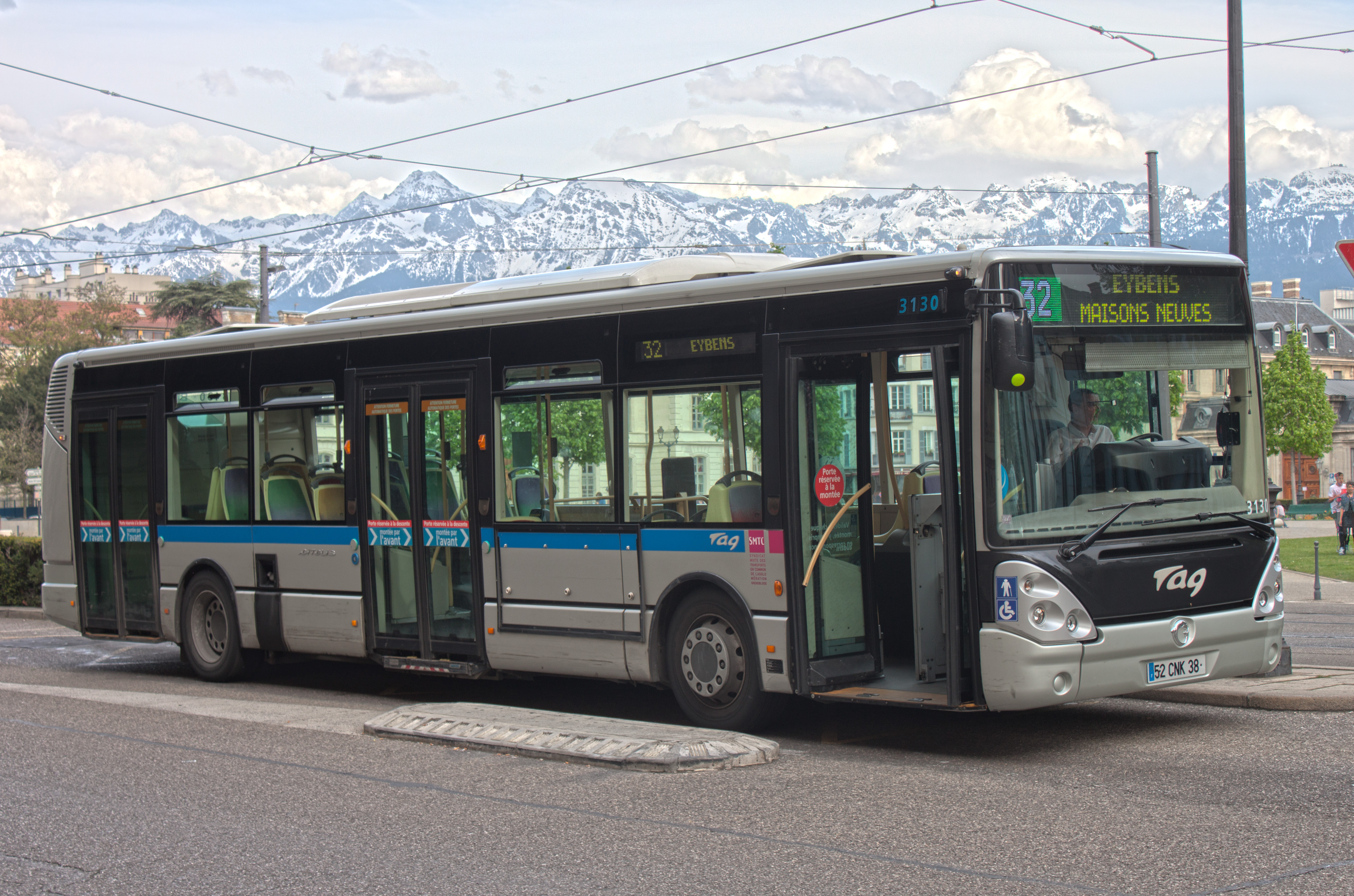
Un Irisbus Citelis 12 sur la ligne 32.
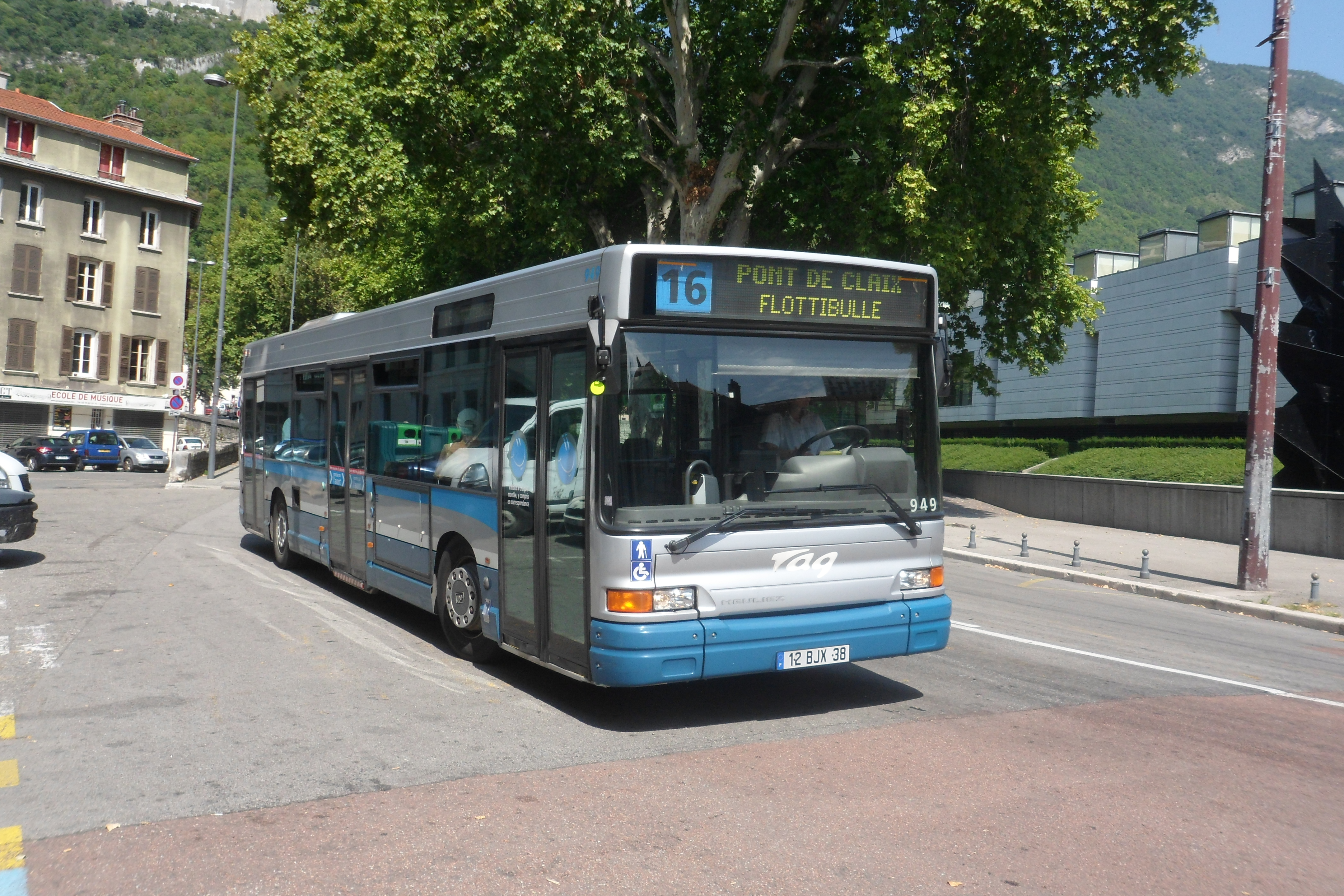
Un Heuliez GX 317 sur la ligne 16.
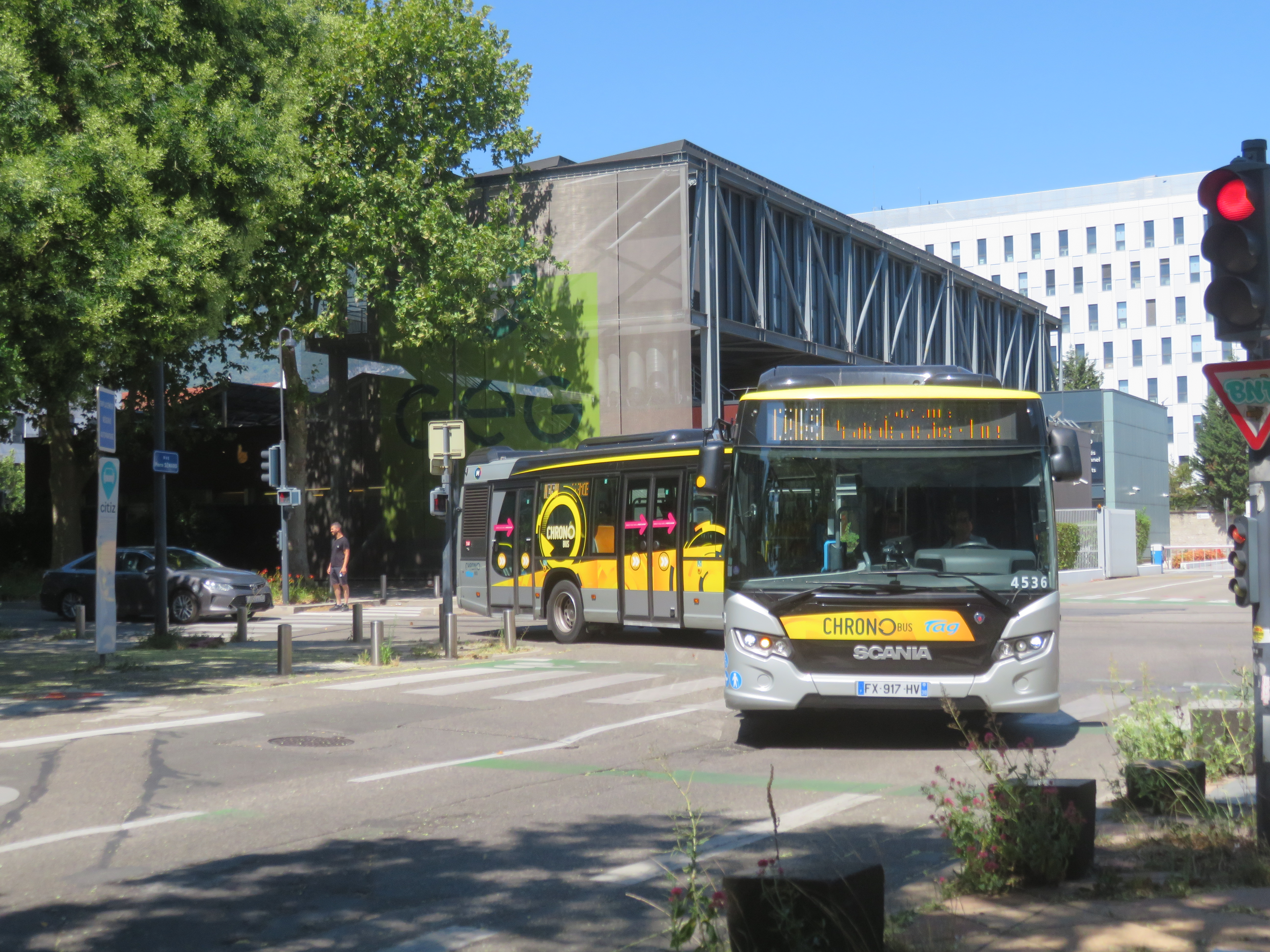
Un Scania Citywide LFA GNV sur la C5 vers l'arrêt Palais de Justice - Gare.

## Projet de BHNS
Dans le but d'améliorer les transports en commun entre Grenoble et Montbonnot-Saint-Martin, le SMMAG envisage de transformer l'actuelle ligne C1 en ligne C1+ avec dans un premier temps un prolongement jusqu'à Montbonnot dès l'automne 2020, accompagné d'un nouveau parc relais, puis d'équiper la ligne avec un matériel roulant dédié (bus au gaz ou trolleybus) à définir dans le cadre de la concertation publique menée du 16 septembre au 31 octobre 2019.
D'ici 2023, date de réalisation du pôle d'échanges Charmeyran à La Tronche, la ligne C1+ devrait relier Grenoble à Meylan en 28 minutes contre 30 à 40 grâce à des voies réservées et à la priorité aux feux et voir transiter quotidiennement 15 à 20 000 voyageurs contre 10 000 avec la ligne actuelle ; à noter que la concertation permettra de valider deux variantes de tracé entre La Tronche et Meylan ainsi que le terminus ouest de la ligne (Cité Jean Macé ou station de tram Oxford au sein du Polygone scientifique).